# Liste der Donaubrücken
Die Liste umfasst Brücken über die Donau, von der Quelle bis zur Mündung ins Schwarze Meer. Neben eigentlichen Brücken sind auch Wehrstege bei Kraftwerken aufgenommen, von denen einige für den Individualverkehr (meist nur tagsüber und nur für Radfahrer und Fußgänger) freigegeben sind.

## Liste der größten Brücken an der Donau
| Foto | Name der Brücke                   | Höhe (m) | Gesamtlänge (m)                              | Größte Stützweite (m) | Breite (m)            | Baujahr                     | Land               | Ort                     | Bauart                        | Nutzung der Brücke                      | Baukosten                                      | Bemerkungen                                                                       |
| ---- | --------------------------------- | -------- | -------------------------------------------- | --------------------- | --------------------- | --------------------------- | ------------------ | ----------------------- | ----------------------------- | --------------------------------------- | ---------------------------------------------- | --------------------------------------------------------------------------------- |
|      | Donaubrücke Sinzing               | 47       | 930                                          | 130                   | 14,25 × 2             | 1966                        | Deutschland        | Regensburg              | Balkenbrücke                  | Autobahn                                | 14 Mio. €, 27 Mio. DM                          | Stahlplatten-balkenbrücke, Flachgründung                                          |
|      | Donautalbrücke                    |          | 305                                          |                       | 22,5                  | 2024                        | Österreich         | Linz                    | Hängebrücke                   | Autobahn                                | -                                              | in relativ großer Höhe, Tunnels an beiden Ufern bilden den Anschluss              |
|      | VÖEST-Brücke                      | 70       | 410                                          | 215                   | 35 ohne Bypassbrücken | 1972                        | Österreich         | Linz                    | Schrägseilbrücke              | Autobahn, Geh-Radweg                    | -                                              | Pylon-Höhe 65,46 m; wurde um 2023 um zwei Bypassbrücken erweitert. Bild aus 2005. |
|      | Reichsbrücke                      | -        | 865                                          | 169                   | 26                    | 1980                        | Österreich         | Wien                    | Spannbetonbalken- brücke      | Straße, U-Bahn, Fußweg, Radweg          | -                                              | -                                                                                 |
|      | Rosenbrücke                       | 71       | 440                                          | 176                   | 17                    | 1996                        | Österreich         | Tulln                   | Schrägseilbrücke              | Straßenbrücke                           | 24 Mio. €                                      | Pylon-Höhe 71 m                                                                   |
|      | Apollo-Brücke                     | 36       | 854                                          | 231                   | 32                    | 2005                        | Slowakei           | Bratislava              | Stabbogenbrücke               | Straßenbrücke                           | 145 Mio. €, 4,3 Mrd. Kronen                    | -                                                                                 |
|      | Megyeri-Brücke                    | 99,7     | 1861, davon 591 im Teil der Schrägseilbrücke | 300                   | 36                    | 2008                        | Ungarn             | Budapest                | Schrägseilbrücke Balkenbrücke | M0 Autobahnbrücke mit Fußweg und Radweg | 201 Mio.€, 63 Mrd. HUF                         | Pylon-Höhe 99,7 m                                                                 |
|      | Pentele-Brücke                    | 47,6     | 1682                                         | 308                   | 41                    | 2007                        | Ungarn             | Dunaújváros             | Stabbogenbrücke               | M8 Autobahnbrücke mit Fußweg und Radweg | 144 Mio.€, 43 Mrd. Forint, mit Autobahn 54 Mrd | -                                                                                 |
|      | Freiheitsbrücke (Novi Sad)        | 60       | 1312                                         | 361                   | 27,6                  | 1981, 2005 Wiederaufbau     | Serbien            | Novi Sad                | Schrägseilbrücke              | Straßen- und Fußgängerbrücke            | 40 Mio. € Wiederaufbau                         | Pylon-Höhe 60 m                                                                   |
|      | Žeželjev most                     | 42       | 474                                          | 219                   | 31,8                  | 2018                        | Serbien            | Novi Sad                | Stabbogenbrücke               | Eisenbahn- und Straßenbrücke            | 51,7 Mio. €                                    | -                                                                                 |
|      | Beška-Brücke                      | 68       | 2205                                         | 210                   | 14,40 × 2             | 1975 (2011 zweite Fahrbahn) | Serbien            | Beska                   | Spannbetonbalken- brücke      | Autobahn                                | 50 Mio. € (zweite Fahrbahn)                    | -                                                                                 |
|      | Pančevo-Brücke                    | -        | 1526                                         | 162                   | -                     | 1946                        | Serbien            | Belgrad                 | Balkenbrücke, Fachwerk        | Eisenbahn- und Straßenbrücke            | -                                              | -                                                                                 |
|      | Neues Europa, Donaubrücke 2       | 44       | 1791                                         | 180                   | 31,35                 | 2013                        | Bulgarien Rumänien | Vidin (BG) Calafat (RO) | Schrägseilbrücke              | Eisenbahn- und Straßenbrücke            | 165 Mio. €                                     | 80 m tiefe Gründung                                                               |
|      | Giurgiu-Russe-Freundschaftsbrücke | -        | 2223                                         | 120                   | -                     | 1954                        | Bulgarien Rumänien | Russe (BG) Giurgiu (RO) | Balkenbrücke, Fachwerk        | Eisenbahn- und Straßenbrücke            | -                                              | -                                                                                 |
|      | Anghel-Saligny-Brücke             | 32       | 1662                                         | 190                   | -                     | 1895                        | Rumänien           | Cernavodă               | Balkenbrücke, Fachwerke       | Eisenbahnbrücke                         | -                                              | Ursprüngliche Gesamtlänge 4088 m. Stillgelegt in 1987                             |
|      | Brăila-Brücke                     | 192      | 2194                                         | 1120                  | 31,7                  | 2023                        | Rumänien           | Brăila                  | Hängebrücke                   | Straßenbrücke                           | 434 Mio. €                                     | Pylon-Höhe 192 m, Lichtehöhe 38 m                                                 |

## Deutschland

### Beginn der Donau bis Tuttlingen
- Straßenbrücke bei Donaueschingen im Zuge der B 27
Diese Brücke ist die erste Donaubrücke, sie überquert weniger als 100 m nach dem Zusammenfluss von Brigach und Breg die junge Donau
- Donaubrücke bei Pfohren
- Straßenbrücke (B 31)
- Straßenbrücke bei Neudingen
- Straßenbrücke bei Gutmadingen
- Straßenbrücke (B 31 / B 33)
- Kraftwerkskanal und Mühle zwischen Gutmadingen und Geisingen
- Eisenbahnbrücke in Geisingen
- Straßenbrücke (Engener Straße, K 5942) bei Geisingen
- Straßenbrücke (L 191)
- Autobahnbrücke (A 81) Donautalbrücke
- Straßenbrücke (B 311)
- Messwehr Flusskilometer 2760,50
- Eisenbahnbrücke
- Straßenbrücke (auch für Donauradweg) zwischen Kirchen-Hausen und Hintschingen
- Straßenbrücke bei Hintschingen
- Holzbrücke über die Donau bei Zimmern
- Straßenbrücke (Güterbahnhofstraße) bei Immendingen
- Eisenbahnbrücke Immendingen
- Donausperre Immendingen
- Holzbrücke bei der Donausperre
- Straßenbrücke (L 225) Unterer Ösch
- „Donautalbrücke“ (Am Hattinger Weg)
- Donauversinkung
- Furt (Feldweg) durch die Donau bei der Donauversickerung
- Straßenbrücke (B 311) bei Möhringen
- Straßenbrücke (Im Anger) in Möhringen
- Straßenbrücke (Ob d. Brücke) in Möhringen
- Eisenbahnbrücke Möhringen

### Tuttlingen
- 2 Stege bei Koppenland
- 3 Eisenbahnbrücken
- Straßenbrücke (B 14)
- Überdachter Steg („Sängersteg“)
- „Poststeg“
- Fußgänger- und Fahrradbrücke („Rathaussteg“)
- Straßenbrücke (Untere Hauptstraße, „Groß Bruck“)
- Straßenbrücke „Wöhrdenbrücke“
- Steg beim Stadion

### Zwischen Tuttlingen und Sigmaringen
- Steg Ludwigstal
- Straßenbrücke (L 277) zwischen Tuttlingen und Nendingen
- Straßenbrücke (Bräunisbergerstraße) in Nendingen, 1902 erbaut Flusskilometer 2736,00
- Straßenbrücke (Donaustraße) Stetten
- Straßenbrücke (L 443) bei Mühlheim an der Donau
- Straßenbrücke (An der Staig) bei Mühlheim
- 2 Eisenbahnbrücken zwischen Mühlheim und Fridingen
- Wehr bei Fridingen
- Straßenbrücke (L 277) in Fridingen
- Holzsteg
- Straßenbrücke (Ziegelhütte) bei Fridingen
- Feldweg-Furt östlich Burgstall Stein
- Bronner Wehr
- Donauquerung beim Jägerhaus (für Fußgänger, nur bei Niedrigwasser passierbar)
- Eisenbahnbrücke bei Beuron
- Überdachte Holzbrücke in Beuron
- Straßenbrücke in Beuron
- Radwegbrücke östlich Beuron
- Radwegbrücke bei der Eisenbahnbrücke
- Eisenbahnbrücke zwischen Beuron und Langenbrunn
- Wehr und Kraftwerk bei St. Maurus
- Radwegbrücke
- Wehr und Kraftwerkskanal bei Schloss Werenwag
- Straßenbrücke bei Langenbrunn
- Straßenbrücke (L 196) bei Hausen im Tal
- Wegbrücke bei Neidingen
- Straßenbrücke bei der Neumühle
- Wehr und Kraftwerkskanal Neumühle
- Eisenbahnbrücken über Kraftwerkskanal und Donau bei Thiergarten
- St.-Georgs-Brücke (Straßenbrücke, Zum Hammer/Hofstraße) in Thiergarten
- Wegbrücke beim Käppeler Hof
- Eisenbahnbrücke bei Gutenstein
- Straßenbrücke (Burgfeldenstraße) in Gutenstein
- Eisenbahnbrücke in Gutenstein
- Wehr in Gutenstein
- Straßenbrücke (K 8279, Langenharter Straße) in Gutenstein
- Radwegbrücke bei Gutenstein
- Eisenbahnbrücke bei Gutenstein
- Wehr und Kraftwerkskanal bei Dietfurt
- Straßenbrücke bei der Ruine Dietfurt
- Donaubrücke Inzigkofen, Straßenbrücke am alten Bahnhof Inzigkofen

### Sigmaringen
- Straßenbrücke Laiz
- Straßenbrücke (B 313)
- Hängebrücke (Fußweg, Stahlseil)
- Straßenbrücke (Laizerstraße)
- Donausteg (Fußweg, Stahlbeton)
- Straßenbrücke (Burgstraße)

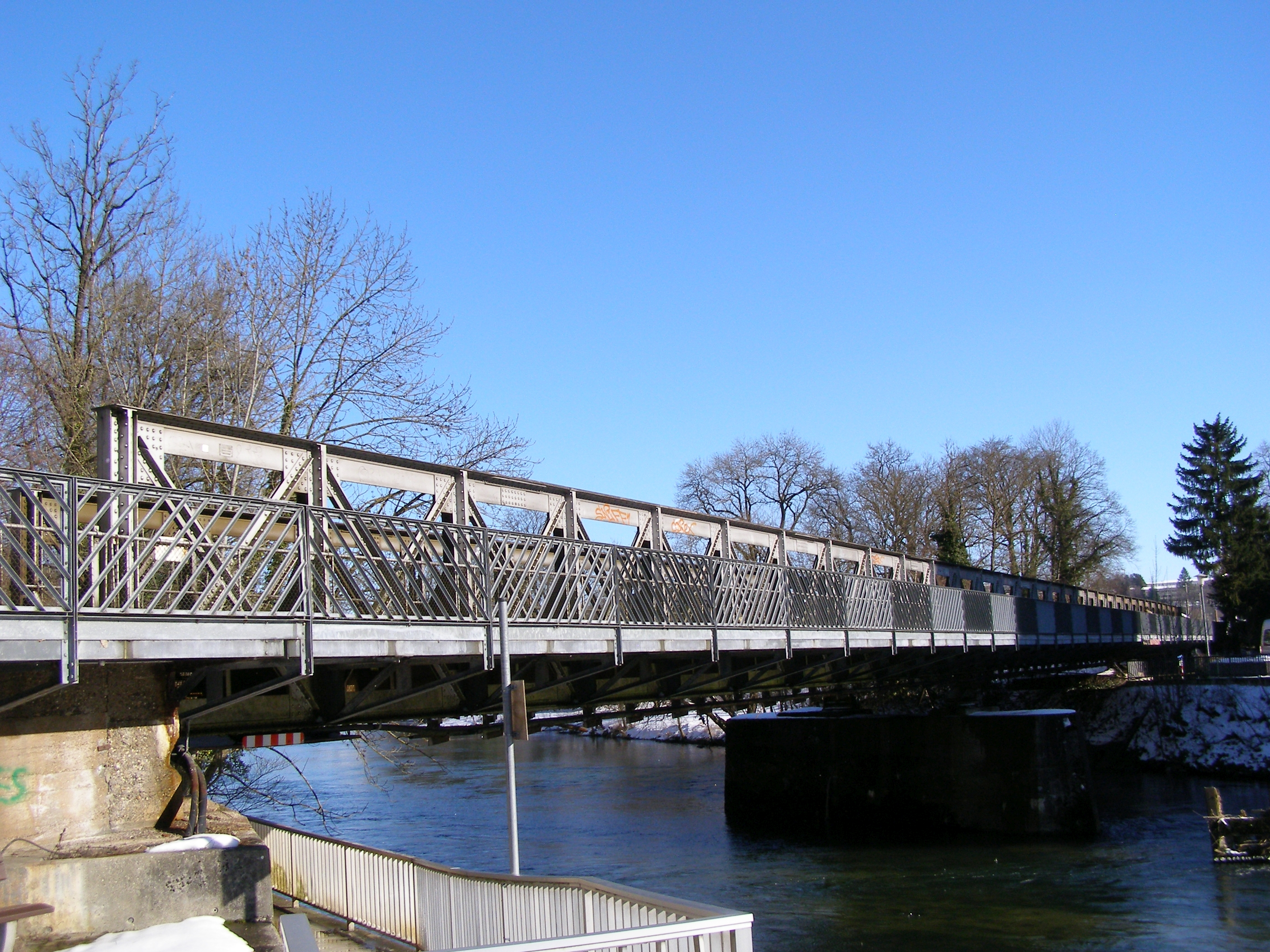
Eisenbahnbrücke Sigmaringen

- Eisenbahnbrücke (Bahnstrecke Tübingen–Sigmaringen)

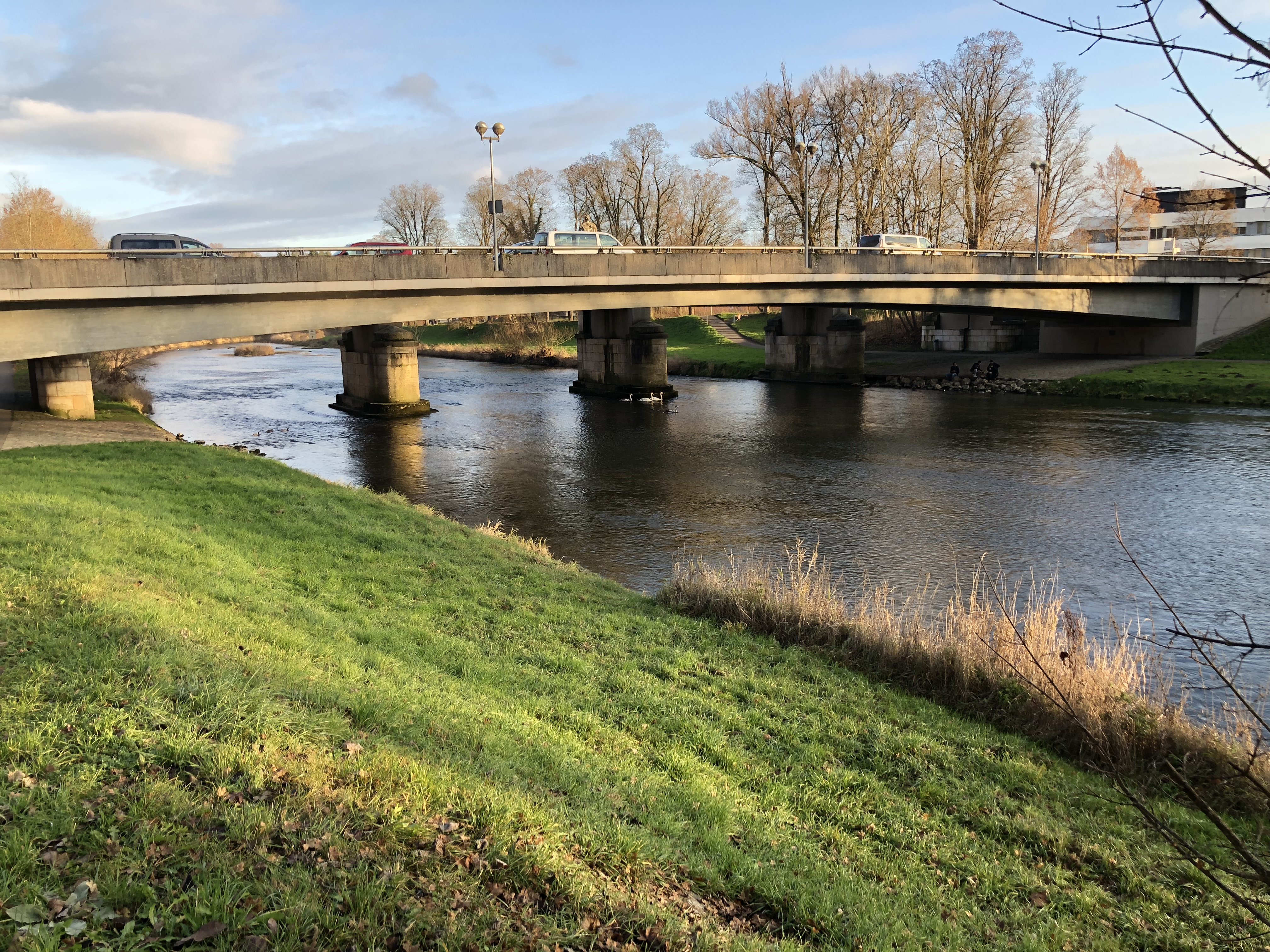
Nepomukbrücke Sigmaringen

- Straßenbrücke (Fürst-Wilhelm-Straße), Nepomukbrücke
- Wegbrücke, Historische Nepomukbrücke
- Eisenbahnbrücke (HZL-Strecke Kleinengstingen–Sigmaringen)
- Eisenbahnbrücke (Bahnstrecke Ulm–Sigmaringen)
- Hedinger Steg (Fußweg)
- Eisenbahnbrücke (stillgelegte Bahnstrecke Krauchenwies–Sigmaringen)

### Zwischen Sigmaringendorf und Riedlingen
- Sohlschwelle bei Sigmaringendorf Flusskilometer 2676,60
- Straßenbrücke (L 455) in Sigmaringendorf
- Eisenbahnbrücke über Donau und Kraftwerkskanal in Scheer
- Straßenbrücke (Sigmaringer Straße) in Scheer
- Wehr und Kraftwerkskanal
- 3 Stege über den Kanal
- Wehr Jakobstal und Kraftwerkskanal
- Straßenbrücke (L 268) bei Blochingen
- Straßenbrücke bei Beuren
- Straßenbrücke bei Hundersingen
- 2. Hundersinger Sohlrampe
- Binzwanger Schwall
- Straßenbrücke (L 278) bei Binzwangen
- Steg zwischen Altheim und Neufra

### Riedlingen

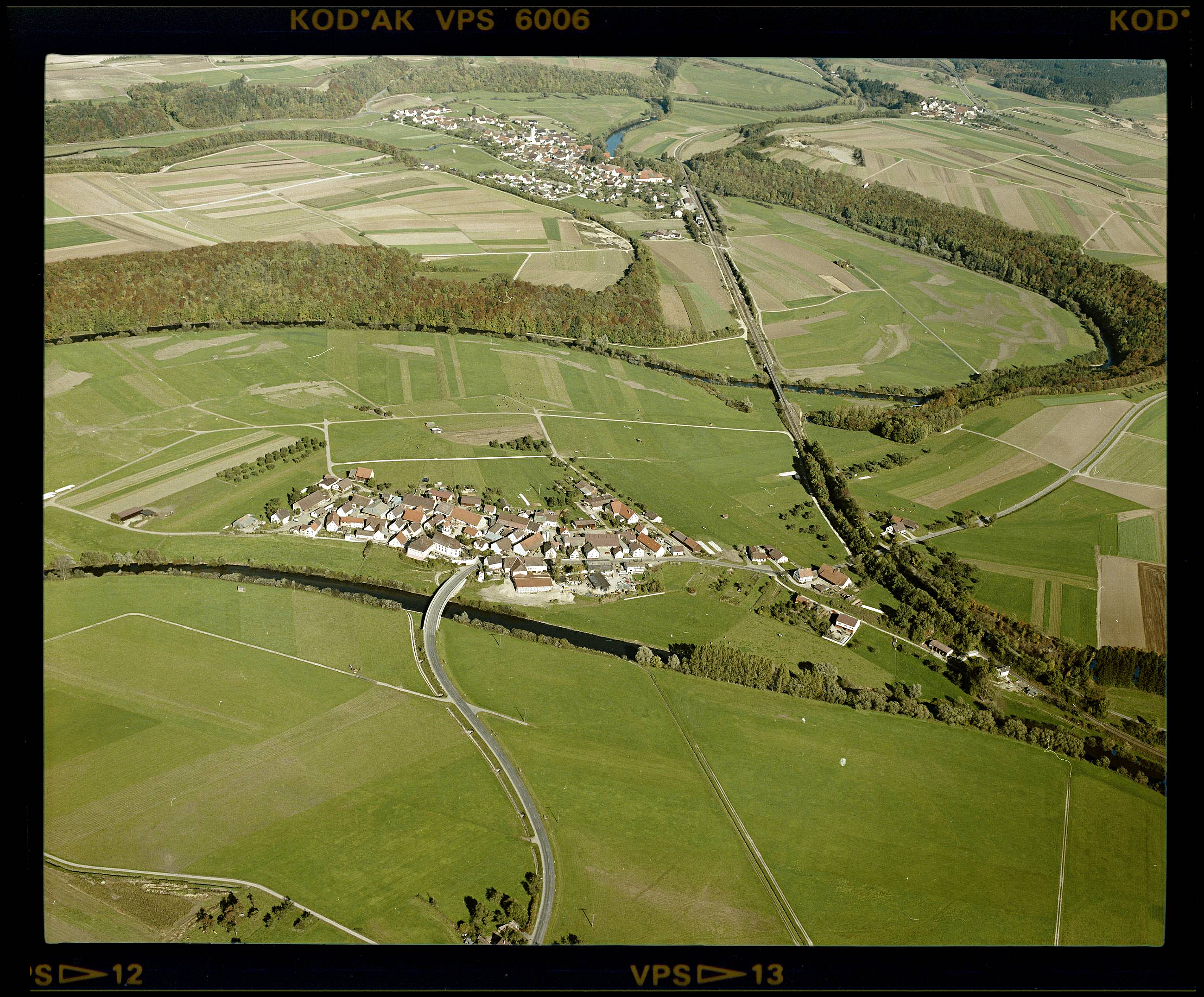
Straßenbrücke in Zell und nach der Donauschleife die Eisenbahnbrücke, danach die Eisenbahnbrücke in Zwiefaltendorf

- Straßenbrücke (Wasserstapfe – Tuchplatz) über den Kraftwerkskanal
- Straßenbrücke (Hindenburgstraße) über Kraftwerkskanal und Donau
- 1. Straßenbrücke Mühlinsel (über den Kraftwerkskanal)
- Wasserkraftwerk
- 2. Straßenbrücke Mühlinsel (über den Kraftwerkskanal)
- Straßenbrücke (B 312) über Kraftwerkskanal und Donau
- Straßenbrücke (Donautalstraße) bei Daugendorf
- Straßenbrücke (Hauptstraße) in Zell
- Eisenbahnbrücke in Zell
- Eisenbahnbrücke in Zwiefaltendorf
- Straßenbrücke (L 271) in Zwiefaltendorf

### Zwischen Riedlingen und Ulm
- Wehr und Kraftwerk in Rechtenstein
- Straßenbrücke (L 249) in Rechtenstein
- Eisenbahnbrücke in Rechtenstein
- Straßenbrücke beim Kloster Obermarchtal
- Steg über den Kraftwerkskanal in Obermarchtal
- Kraftwerk Alfredstal (am Kraftwerkskanal)
- Straßenbrücke (B 311) bei Untermarchtal
- Straßenbrücke (L 257) in Untermarchtal
- Straßenbrücke (Algershofer Weg) in Munderkingen
- Wehr Munderkingen
- Steg über den Kraftwerkskanal
- Kraftwerk (am Kraftwerkskanal)
- Munderkinger Donaubrücke, Straßenbrücke (Donaustraße) in Munderkingen, 1893 erbaut
- Straßenbrücke (K 7421) Angerweg in Munderkingen
- Straßenbrücke (L 257) in Rottenacker
- Stauwehr
- Steg zwischen Stauwehr und Kraftwerk
- Eisenbahnbrücke zur Industriezone
- Straßenbrücke bei Dintenhofen
- Straßenbrücke (Höllweg) bei Dettingen bei Ehingen
- Straßenbrücke (B 465) in Berg bei Ehingen
- Straßenbrücke (L 259) bei Nasgenstadt
- Straßenbrücke (Von-Rassler-Straße) bei Gamerschwang
- Straßenbrücke (K 7359) bei Öpfingen
- Stauwehr Öpfingen
- Kraftwerk an der Donau nach dem Stausee Öpfingen
- Autobrücke (K 7412) Oberdischingen/Ersingen Flusskilometer 2602,55
- Stauwerk Ersingen (Abzweigung nach Kanal rechts, Schützenwehr mit Brücken) Flusskilometer 2600,83

### Ulm/Neu-Ulm
Die Alte Donau hat folgende Brücken:
- Autobrücke (Im Ried) Flusskilometer 2600,79
- Brücke (Laupheimer Straße) (nur noch Fuß- und Radweg) Flusskilometer 2599,01
- Eisenbahnbrücke Flusskilometer 2598,99
- Straßenbrücke (Donaustraße) Flusskilometer 2598,20

Zusammenfluss: Alte Donau, Donaukanal Flusskilometer 2595,75

Der Donaukanal hat folgende Brücken:
- Autobrücke (Im Ried)
- Feldwegbrücke
- Eisenbahnbrücke (nur 60 Zentimeter Durchfahrtshöhe; rechts ist eine Unterführung unter die Eisenbahnstrecke)
- Feldwegbrücke
- Autobrücke (Donaustraße)
- Feldwegbrücke (Reprechweg)
- Kraftwerk (mit Brücke und stillgelegter Schleuse) Flusskilometer 2595,80

Zusammenfluss: Alte Donau, Donaukanal Flusskilometer 2595,75
- Straßenbrücke Donaustetten Flusskilometer 2595,44
- Straßenbrücke Gögglingen Flusskilometer 2593,63
- Fußgängersteg Gronne Flusskilometer 2591,26
- Kastbrücke Flusskilometer 2590,78
- Fußgängersteg beim Wasserkraftwerk Wiblingen Flusskilometer 2589,16
- Adenauerbrücke (B 10) Flusskilometer 2586,60
- Fußgängersteg Adenauerbrücke Flusskilometer 2586,58
- Eisenbahnbrücke (erstmals 1854 erbaut) Flusskilometer 2586,20
- Herdbrücke Flusskilometer 2585,50
- Gänstorbrücke Flusskilometer 2584,90
- Donausteg Friedrichsau Flusskilometer 2583,50
- Wasserkraftwerk Böfinger Halde (mit Schleuse) Flusskilometer 2581,60
- Straßenbrücke Thalfingen Flusskilometer 2579,00
- Straßenbrücke Leibi–Oberelchingen Flusskilometer 2576,00
- Wasserkraftwerk Oberelchingen (keine öffentlich zugängliche Flussüberquerung, mit Schleuse) Flusskilometer 2575,00
- Autobahnbrücke (A 7) (mit Fußgängerbrücke) Flusskilometer 2574,90

### Günzburg
- Wasserkraftwerk Leipheim (keine öffentlich zugängliche Flussüberquerung, mit Schleuse) Flusskilometer ca. 2568,50
- Leipheimer Autobahnbrücke (A 8) Flusskilometer 2567,51
- Straßenbrücke Leipheim Flusskilometer ca. 2566,50
- Kraftwerk
- Straßenbrücke Heidenheimer Str. (Strecke Günzburg–Niederstotzingen)
- Straßenbrücke (B 16)
- Straßenbrücke bei Reisensburg

### Offingen
- Wasserkraftwerk (keine öffentlich zugängliche Flussüberquerung)
- Eisenbahnbrücke (Strecke Neuoffingen-Donauwörth)
- Straßenbrücke (Strecke Gundelfingen–Offingen)

### Lauingen (Donau)
- Wasserkraftwerk Faimingen
- Straßenbrücke Aislinger Str. (Strecke Lauingen–Gundremmingen, St2025)
- Straßenbrücke „Auwaldbrücke“ (Umgehungsstraße Lauingen Ost)

### Dillingen an der Donau
- Wasserkraftwerk Dillingen
- Straßenbrücke (Strecke Dillingen–Holzheim, St2033)
- Straßenbrücke (Strecke Steinheim-Fristingen/Kicklingen)

### Höchstädt an der Donau
- Wasserkraftwerk Höchstädt
- Straßenbrücke (Strecke Höchstädt–Wertingen, St 2212)

### BlindheimundSchwenningen
- Straßenbrücke (Strecke Blindheim-Oberthürheim)
- Straßenbrücke (Strecke Gremheim-Pfaffenhofen, DLG 23)
- Wasserkraftwerk Schwenningen

### Tapfheim-Donaumünster/Erlingshofen
- Straßenbrücke (Strecke Donaumünster/Erlingshofen – Rettingen – Mertingen, Wertingen)

### Donauwörth
- Wasserkraftwerk Donauwörth mit Schleuse Flusskilometer 2511,835
- Straßenbrücke (Südspange) (B 16)
- Eisenbahnbrücke (Strecke Augsburg-Donauwörth und Ingolstadt-Donauwörth)
- Straßenbrücke Donauwörth
- Straßenbrücke (B 2)
- Feldwegbrücke (Schweizerhof-Lehenhof)

### Marxheim
- Marxheimer Donaubrücke bei Bruck
- Staustufe Bertoldsheim

### Neuburg an der Donau
- Staustufe Bittenbrunn
- Elisenbrücke
- Staustufe Bergheim

### Ingolstadt

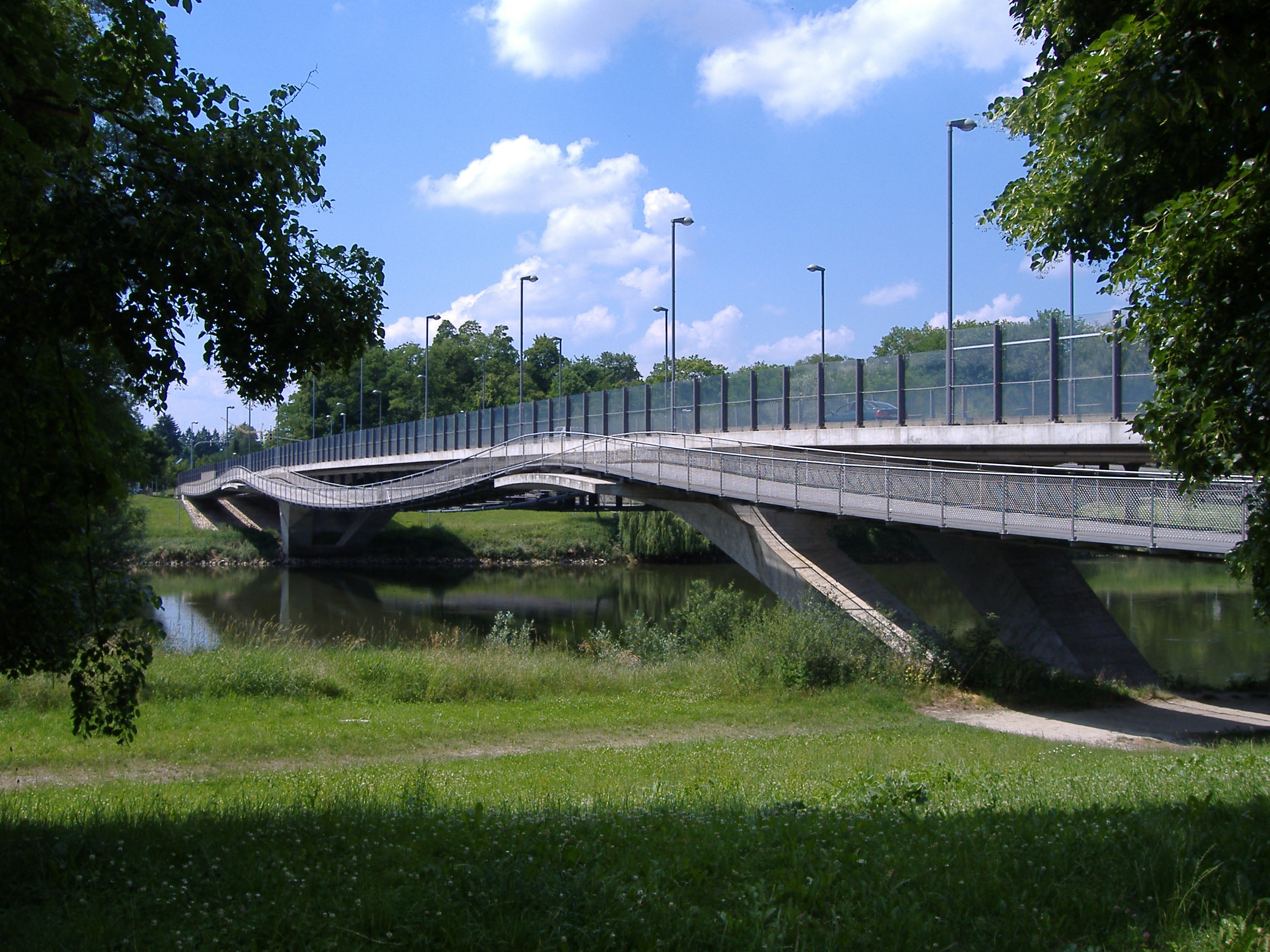
Die Glacisbrücke in Ingolstadt

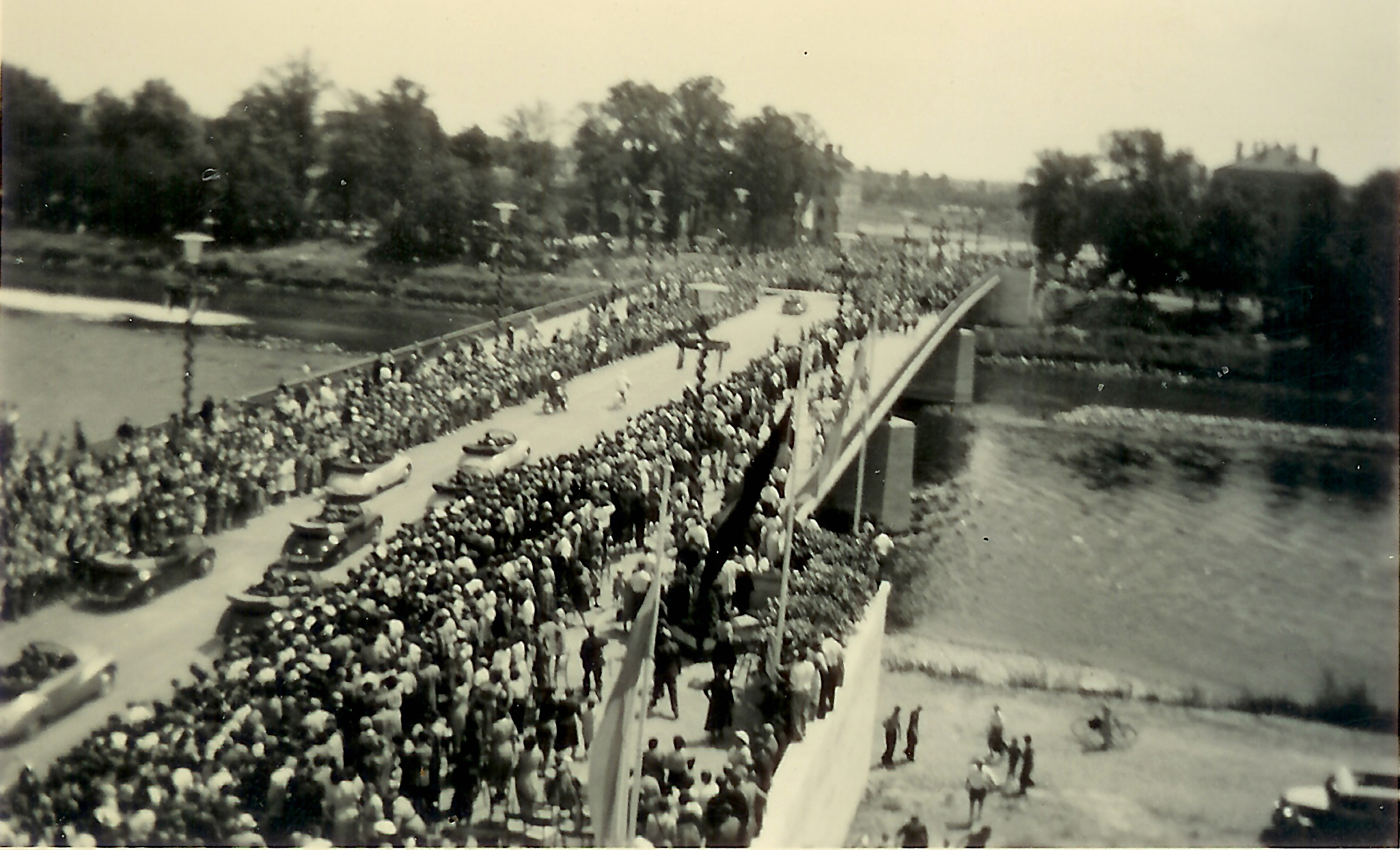
Konrad-Adenauer-Brücke (1952) in Ingolstadt

- Stauwehr
- Glacisbrücke
- Konrad-Adenauer-Brücke
- Donausteg
- Eisenbahnbrücke Ingolstadt
- Schillerbrücke
- Autobahnbrücke
- Straßenbrücke Großmehring

### Vohburg an der Donau
- Staustufe Vohburg
- Agnes-Bernauer-Brücke
- Straßenbrücke zur Umfahrung des Ortskerns

### Pförring
- Straßenbrücke (EI35)

### Neustadt an der Donau

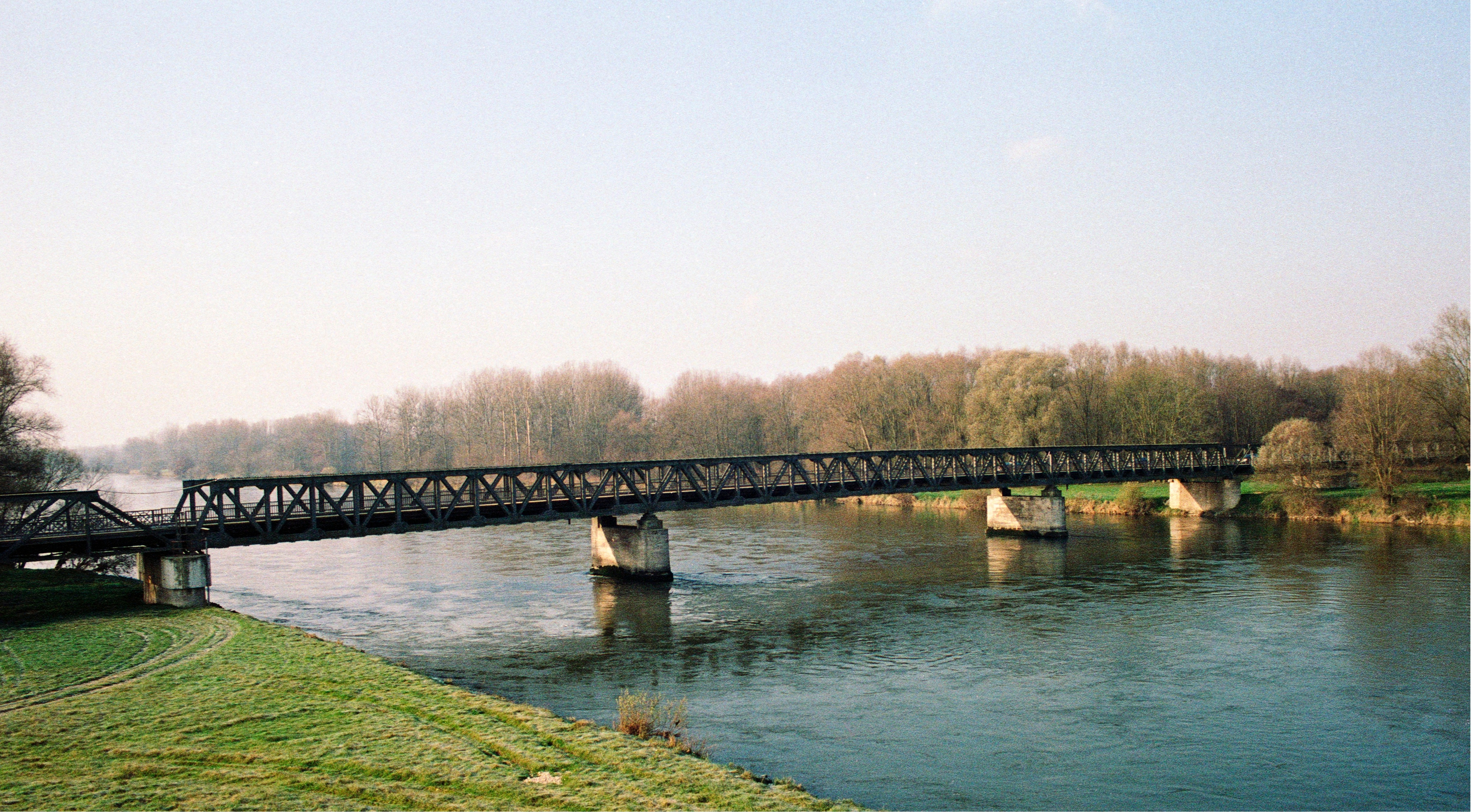
Alte Donaubrücke Neustadt Donau

- Straßenbrücke , Flusskilometer 2432,40

### Kelheim

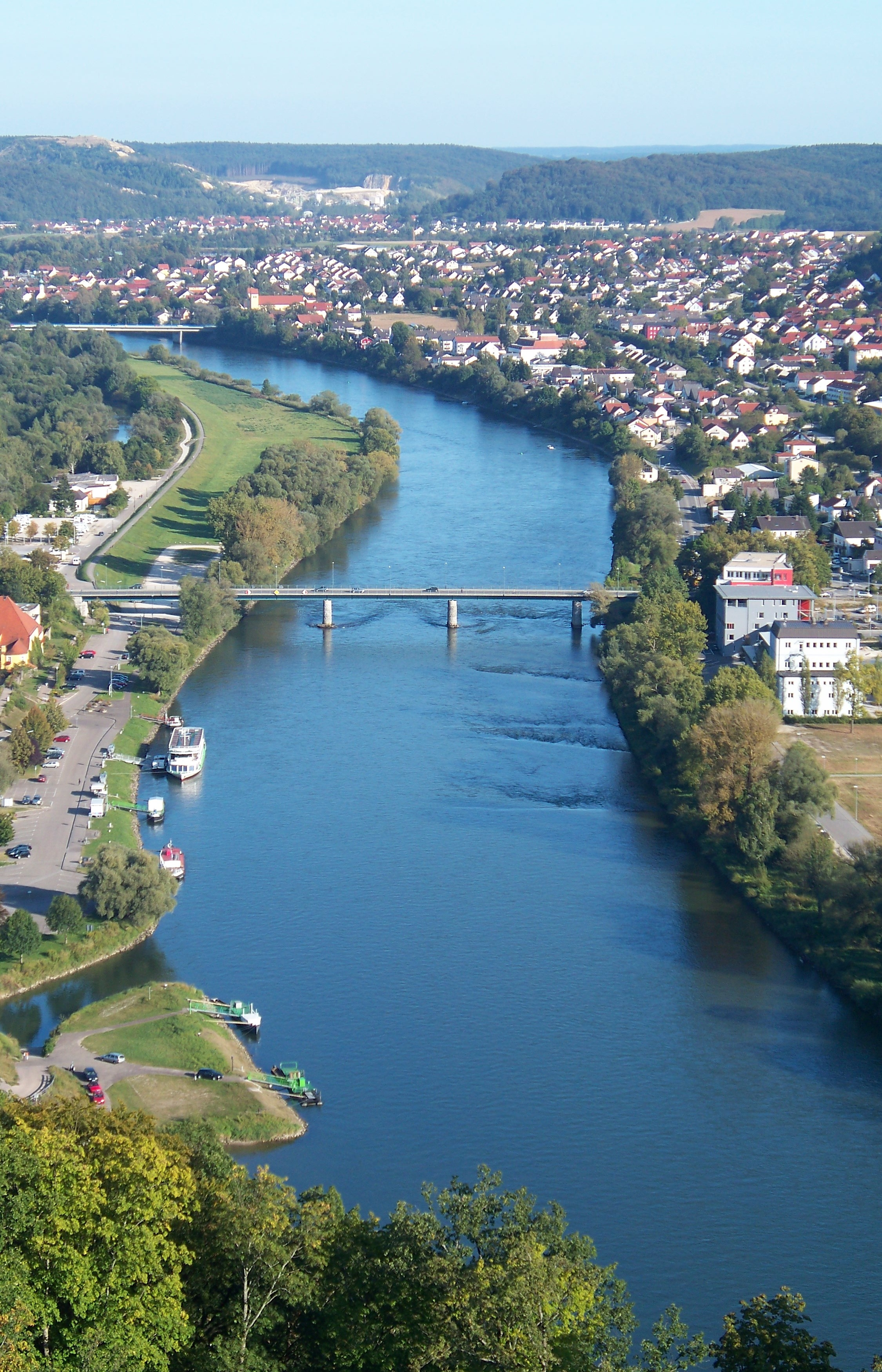
Maximiliansbrücke in Kelheim

| \| Flussabschnitt im Bereich Kelheim \| \| \| \| \| \| 2414,25 \| Maximiliansbrücke Kelheim \| Maximiliansbrücke Kelheim \| \| \| 2412,72 \| Europabrücke \| 1977 \| \| \| 2410,10 \| Straßenbrücke Saal (Nordtangente) \| Straßenbrücke Saal (Nordtangente) \| \| \| 2401,92 \| Eisenbahnbrücke Poikam, Bahnstrecke Regensburg–Ingolstadt \| Eisenbahnbrücke Poikam, Bahnstrecke Regensburg–Ingolstadt \| \| \| 2401,74 \| Wehrbrücke Bad Abbach \| Wehrbrücke Bad Abbach \| |         |                                                           |                                                           |
| Flussabschnitt im Bereich Kelheim |         |                                                           |                                                           |
| U-Bahn-Strecke unter Wasserlauf Anfang Hochstrecke, Ende Hochstrecke und quer (Strecke außer Betrieb) | 2414,25 | Maximiliansbrücke Kelheim                                 | Maximiliansbrücke Kelheim                                 |
| U-Bahn-Strecke unter Wasserlauf Anfang Hochstrecke, Ende Hochstrecke und quer (Strecke außer Betrieb) | 2412,72 | Europabrücke                                              | 1977                                                      |
| U-Bahn-Strecke unter Wasserlauf Anfang Hochstrecke, Ende Hochstrecke und quer (Strecke außer Betrieb) | 2410,10 | Straßenbrücke Saal (Nordtangente)                         | Straßenbrücke Saal (Nordtangente)                         |
| Strecke unter Wasserlauf Anfang Hochstrecke, Ende Hochstrecke und quer | 2401,92 | Eisenbahnbrücke Poikam, Bahnstrecke Regensburg–Ingolstadt | Eisenbahnbrücke Poikam, Bahnstrecke Regensburg–Ingolstadt |
| U-Bahn-Strecke unter Wasserlauf Anfang Hochstrecke, Ende Hochstrecke und quer (Strecke außer Betrieb) | 2401,74 | Wehrbrücke Bad Abbach                                     | Wehrbrücke Bad Abbach                                     |

### Regensburg

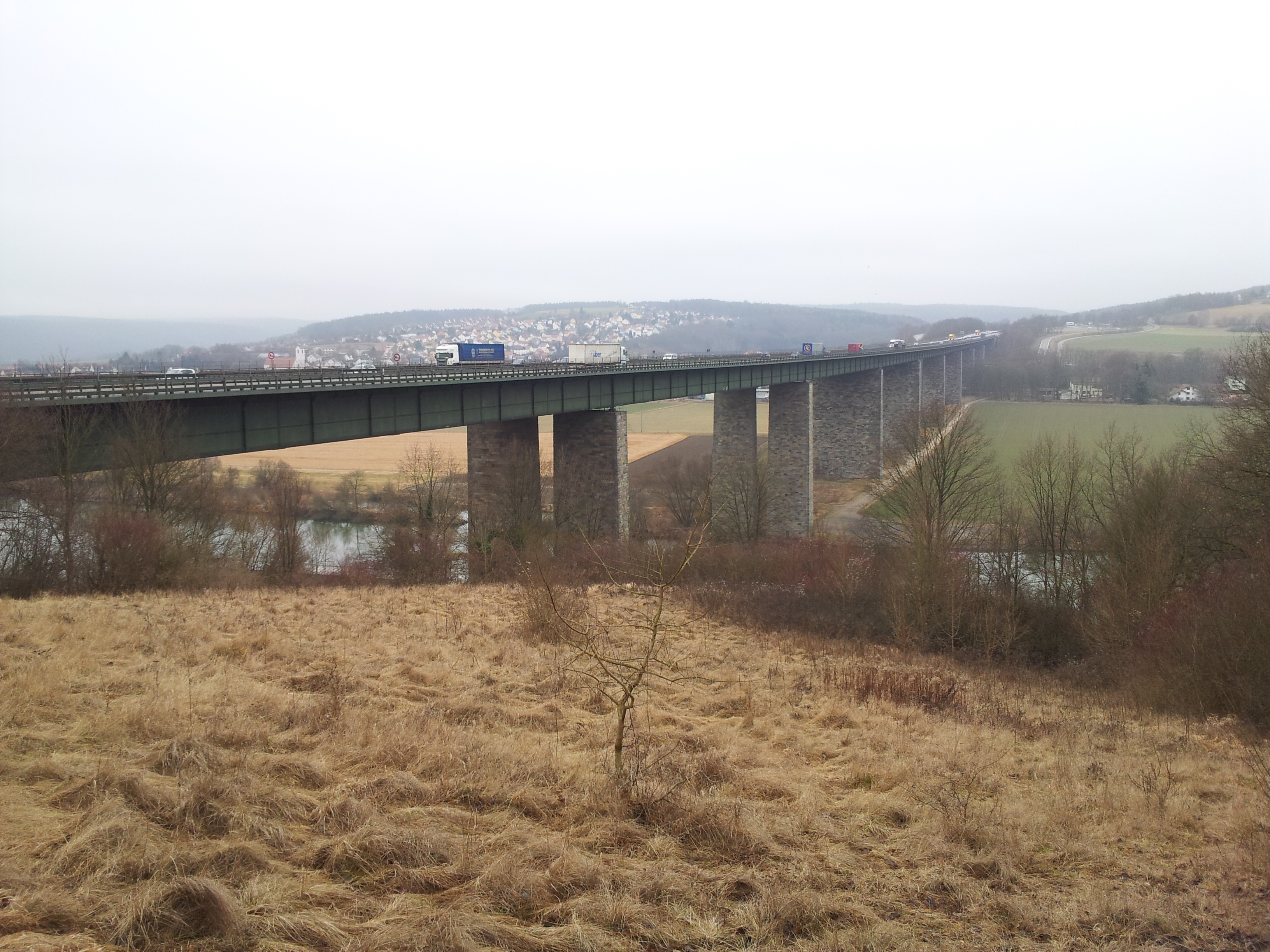
Sinzinger Autobahnbrücke

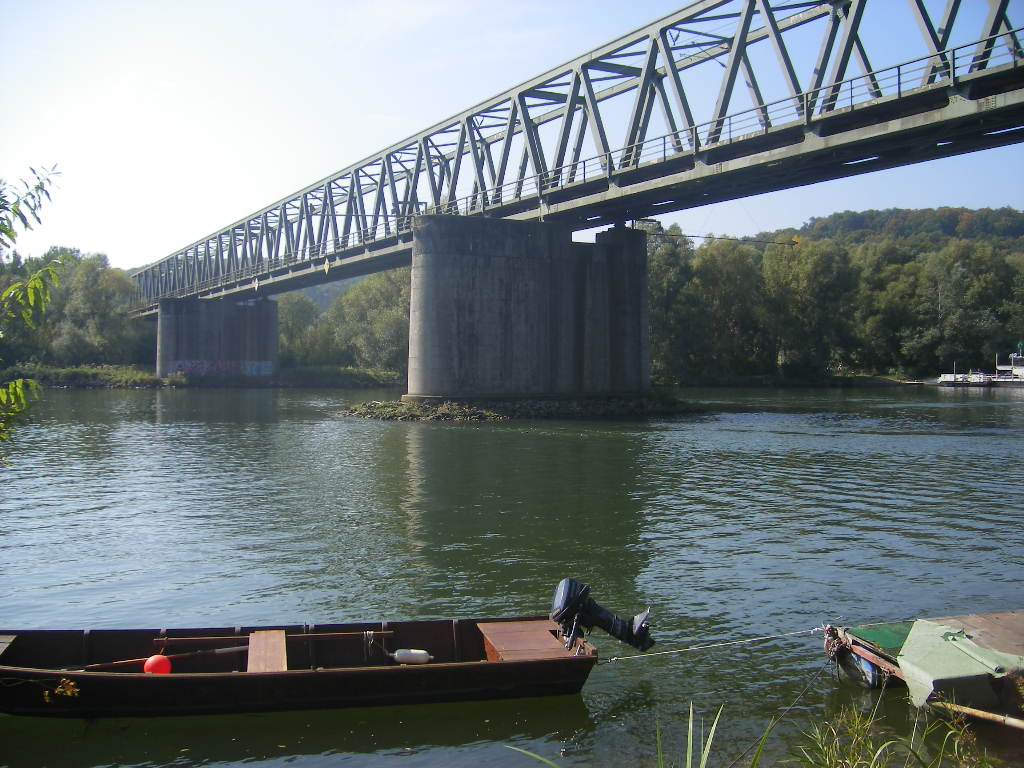
Sinzinger Eisenbahnbrücke

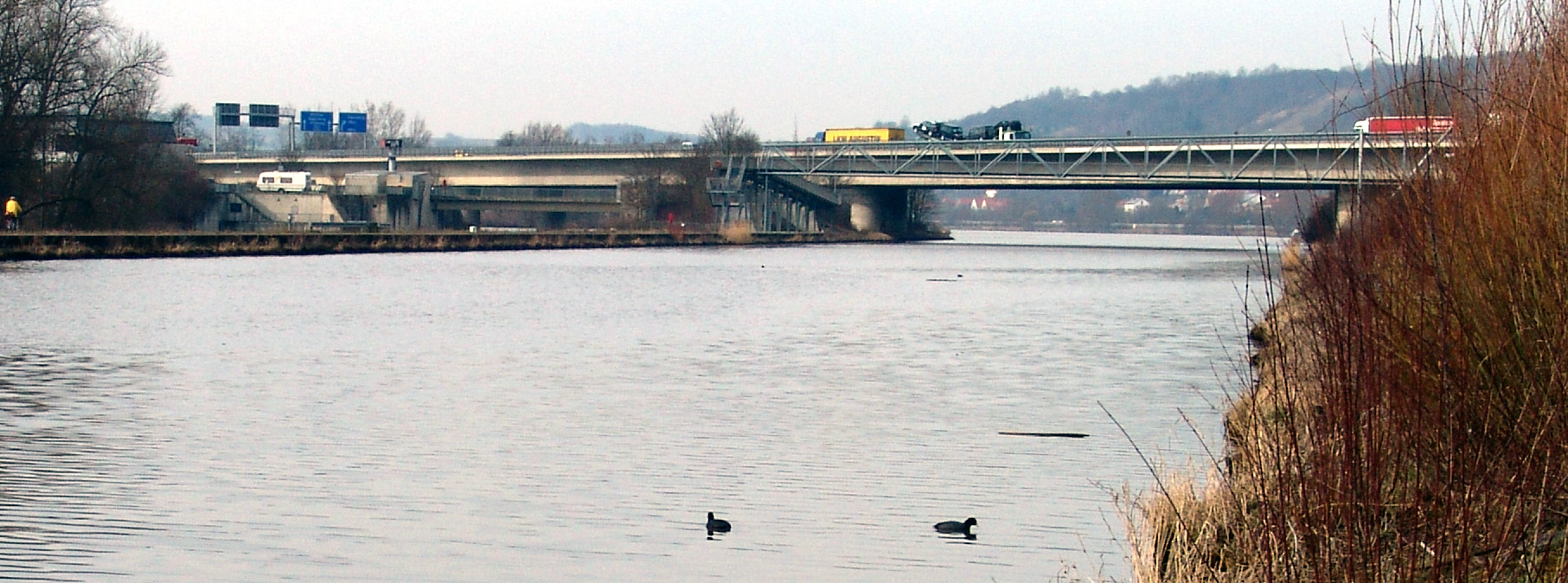
Pfaffensteiner Autobahnbrücke

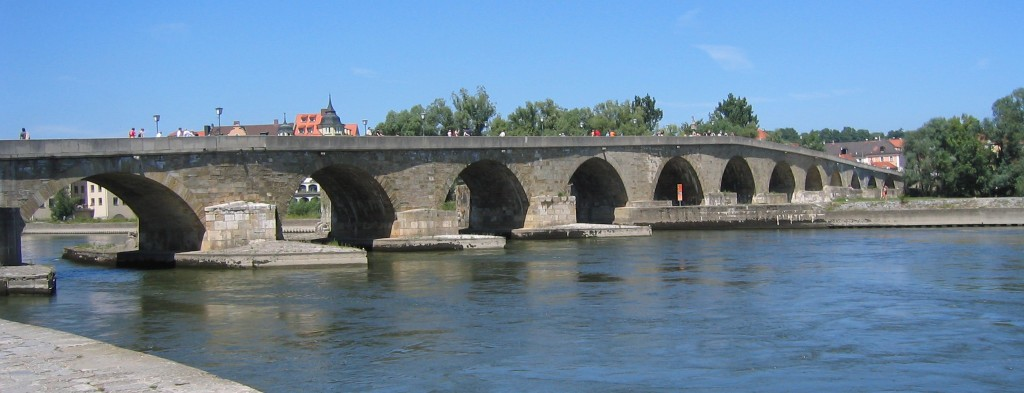
Steinerne Brücke in Regensburg

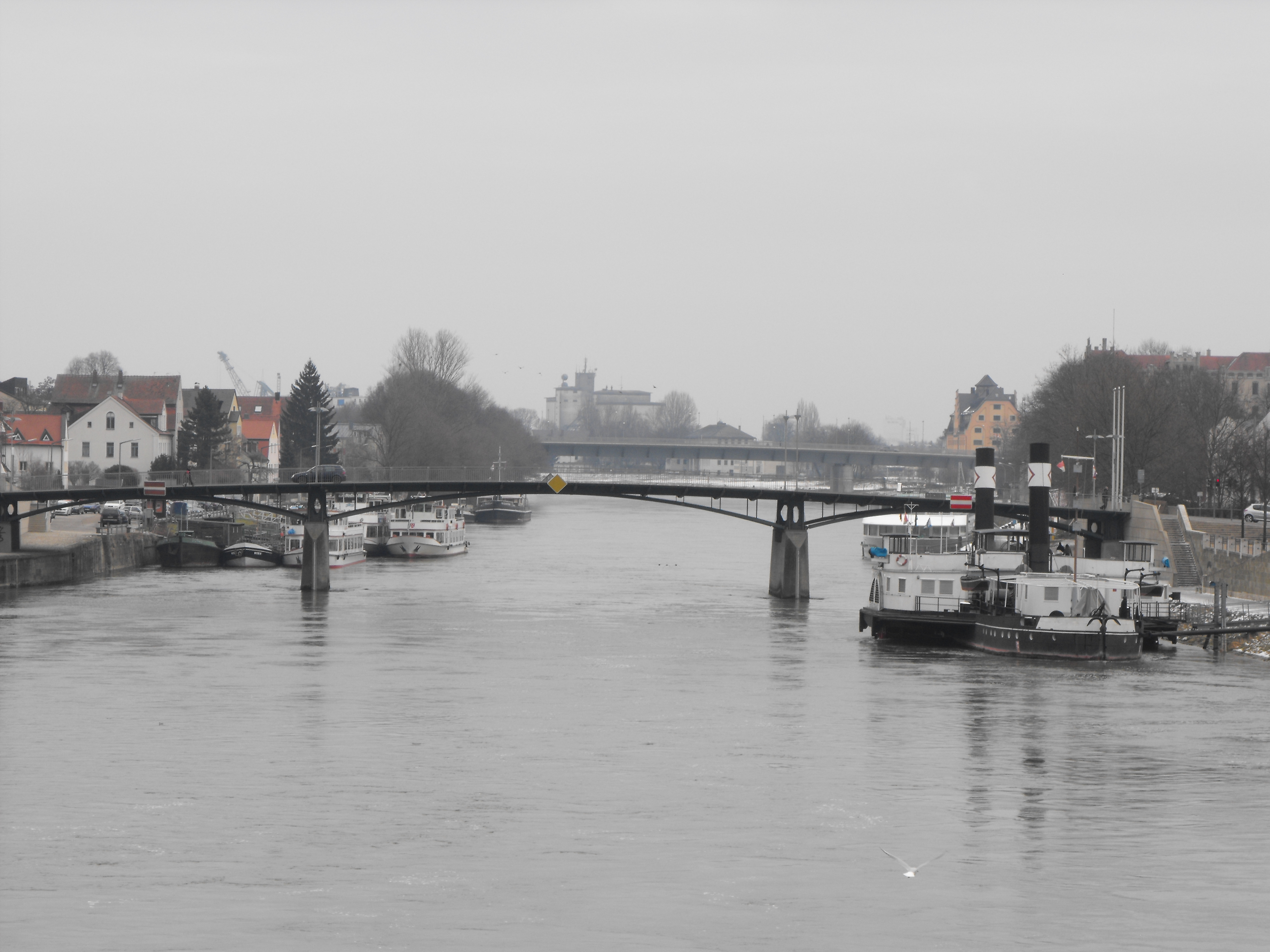
Eiserne Brücke
und Nibelungenbrücke
in Regensburg

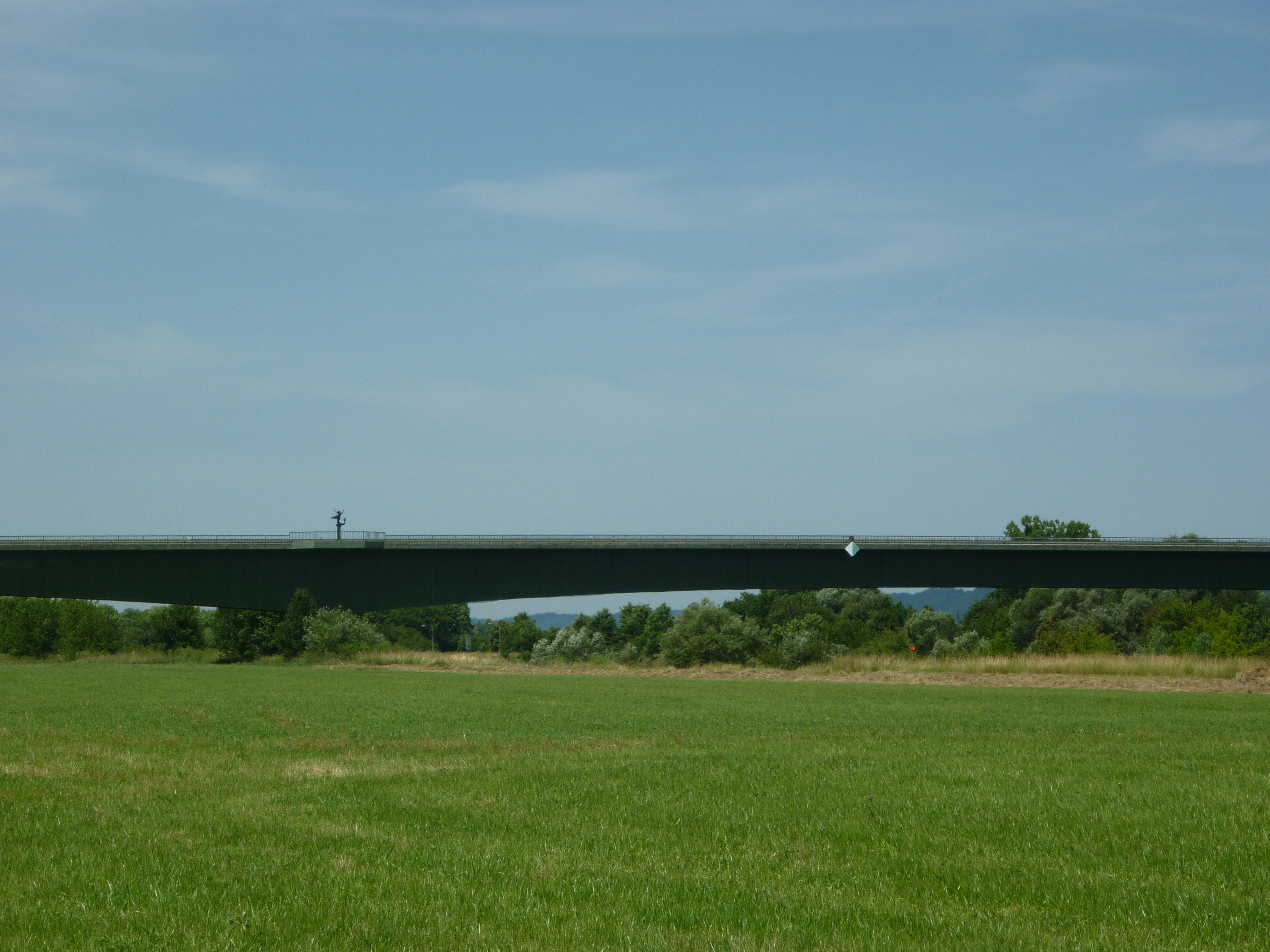
Donaubrücke Wörth an der Donau – Pfatter

| Flussabschnitt im Bereich Regensburg |           | | |
| | 2387,59   | Sinzinger Autobahnbrücke                                                                                          | Sinzinger Autobahnbrücke                                                                                          |
| Strecke unter Wasserlauf Anfang Hochstrecke, Ende Hochstrecke und quer | 2386,71   | Sinzinger Eisenbahnbrücke, Bahnstrecke Regensburg–Ingolstadt                                                      | Sinzinger Eisenbahnbrücke, Bahnstrecke Regensburg–Ingolstadt                                                      |
| Strecke unter Wasserlauf Anfang Hochstrecke, Ende Hochstrecke und quer | 2385,67   | Eisenbahnbrücke Mariaort, Bahnstrecke Nürnberg–Regensburg                                                         | 1872 |
| | 2385,3    | Mündung des Flusses Naab                                                                                          | Mündung des Flusses Naab                                                                                          |
| | 2381,13   | Pfaffensteiner Autobahnbrücke,                                                                                    | 1967 |
| U-Bahn-Strecke unter Wasserlauf Anfang Hochstrecke, Ende Hochstrecke und quer (Strecke außer Betrieb) | 2381,33 S | Kraftwerk Regensburg,                                                                                             | Kraftwerk Regensburg,                                                                                             |
| |           | | |
| U-Bahn-Strecke unter Wasserlauf Anfang Hochstrecke, Ende Hochstrecke und quer (Strecke außer Betrieb) | 2380,17   | Oberpfalzbrücke (über Regensburger Europakanal)                                                                   | Oberpfalzbrücke (über Regensburger Europakanal)                                                                   |
| U-Bahn-Strecke unter Wasserlauf Anfang Hochstrecke, Ende Hochstrecke und quer (Strecke außer Betrieb) | 2380,12 N | Pfaffensteiner Steg                                                                                               | Pfaffensteiner Steg                                                                                               |
| U-Bahn-Strecke unter Wasserlauf Anfang Hochstrecke, Ende Hochstrecke und quer (Strecke außer Betrieb) | 2380,07 S | Eiserner Steg | 1901 als pfeilerlose Bogenbrücke, 1948 Neubau als LZ-Steg                                                         |
| | 2379,15 N | | |
| U-Bahn-Strecke unter Wasserlauf Anfang Hochstrecke und quer (Strecke außer Betrieb) · U-Bahn-Strecke unter Wasserlauf Ende Hochstrecke und quer (Strecke außer Betrieb) · U-Bahn-Strecke unter Wasserlauf Anfang Hochstrecke, Ende Hochstrecke und quer (Strecke außer Betrieb) | 2379,62 S | Steinerne Brücke in Regensburg                                                                                    | 1146 |
| U-Bahn-Strecke unter Wasserlauf Anfang Hochstrecke, Ende Hochstrecke und quer (Strecke außer Betrieb) | 2379,56   | Protzenweiherbrücke                                                                                               | 1953/2011 |
| | 2379.25   | Mündung des Flusses Regen                                                                                         | Mündung des Flusses Regen                                                                                         |
| U-Bahn-Strecke unter Wasserlauf Anfang Hochstrecke, Ende Hochstrecke und quer (Strecke außer Betrieb) | 2379,26 S | Eiserne Brücke | Eiserne Brücke |
| U-Bahn-Strecke unter Wasserlauf Anfang Hochstrecke, Ende Hochstrecke und quer (Strecke außer Betrieb) · U-Bahn-Strecke unter Wasserlauf Anfang Hochstrecke, Ende Hochstrecke und quer (Strecke außer Betrieb)                                                                   | 2379,27 N | Grieser Steg | Grieser Steg |
| | 2379,15 N | | |
| | 2378,87   | | |
| U-Bahn-Strecke unter Wasserlauf Anfang Hochstrecke, Ende Hochstrecke und quer (Strecke außer Betrieb) · U-Bahn-Strecke unter Wasserlauf Anfang Hochstrecke, Ende Hochstrecke und quer (Strecke außer Betrieb)                                                                   | 2378,39   | Nibelungenbrücke , 1936–1939 erbaut,                                                                              | Neubau 2004 |
| | 2377,75   | Lazarettspitze | Lazarettspitze |
| Strecke unter Wasserlauf Anfang Hochstrecke, Ende Hochstrecke und quer | 2376,82   | Schwabelweiser Eisenbahnbrücke, Bahnstrecke Regensburg–Weiden                                                     | 1933 |
| |           | | |
| U-Bahn-Strecke unter Wasserlauf Anfang Hochstrecke, Ende Hochstrecke und quer (Strecke außer Betrieb) | 2376,32   | Schwabelweiser Straßenbrücke, Osttangente (Gemeindestraße der Stadt Regensburg) 1981                              | Schwabelweiser Straßenbrücke, Osttangente (Gemeindestraße der Stadt Regensburg) 1981                              |
| U-Bahn-Strecke unter Wasserlauf Anfang Hochstrecke, Ende Hochstrecke und quer (Strecke außer Betrieb) | 2369,65   | Straßenbrücke Donaustauf, St 2145,                                                                                | 1985 |
| | 2358,27   | Autobahnbrücke Wörth                                                                                              | 1979 |
| U-Bahn-Strecke unter Wasserlauf Anfang Hochstrecke, Ende Hochstrecke und quer (Strecke außer Betrieb) | 2353,33   | Straßenbrücke Pfatter – Wörth an der Donau, St 2146 Verbindung A 3 zur B 8, 1964 längste Donaubrücke Deutschlands | Straßenbrücke Pfatter – Wörth an der Donau, St 2146 Verbindung A 3 zur B 8, 1964 längste Donaubrücke Deutschlands |

### Straubing

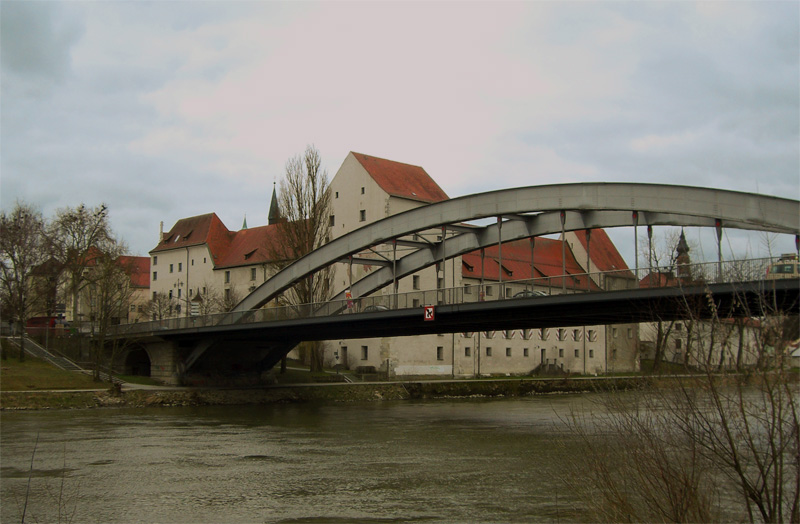
Schloss-Brücke in Straubing

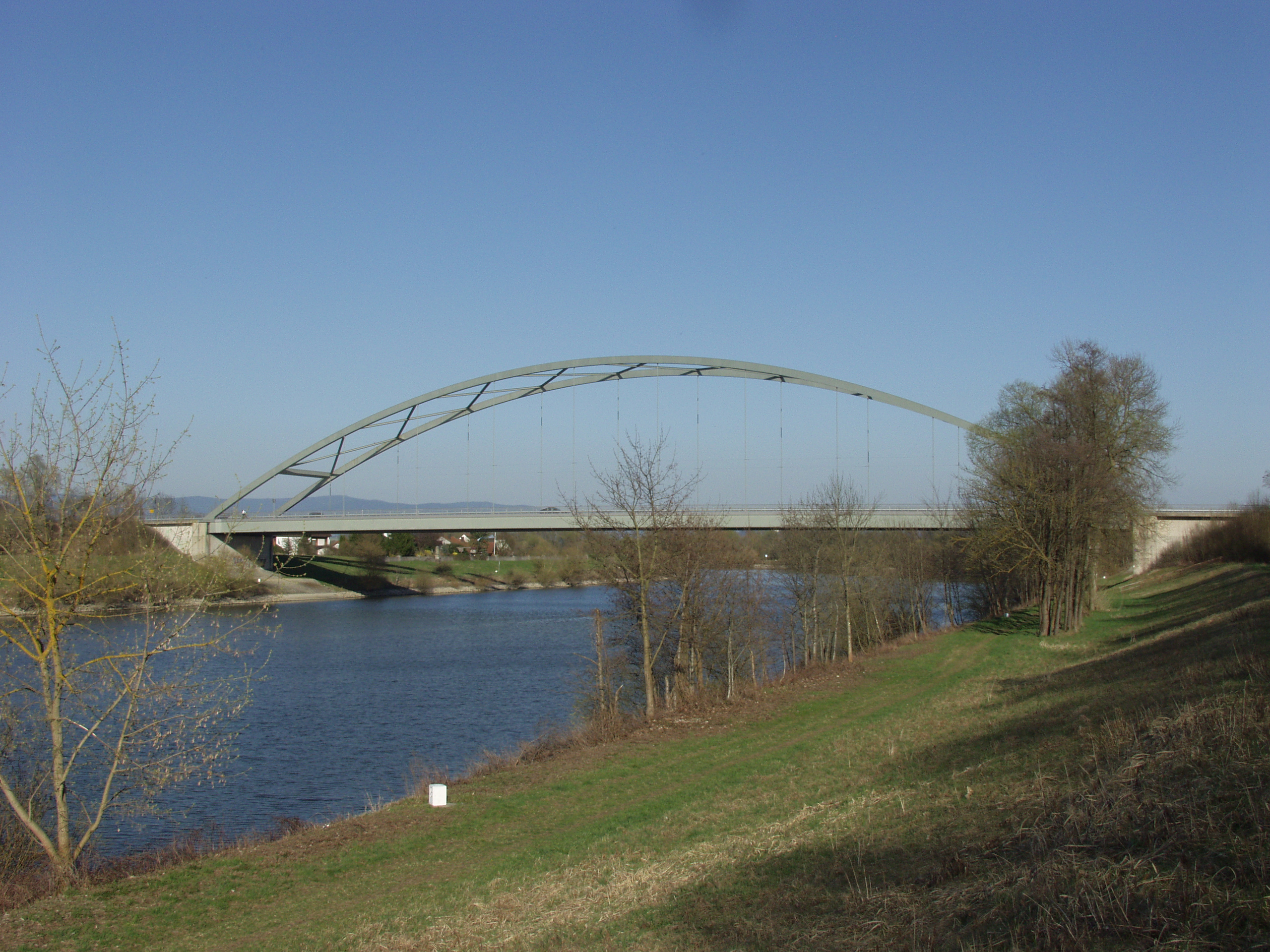
Agnes-Bernauer-Brücke in Straubing

| Flussabschnitt im Bereich Straubing                                                                       |          |                                                                  |                                               |
| U-Bahn-Strecke unter Wasserlauf Anfang Hochstrecke, Ende Hochstrecke und quer (Strecke außer Betrieb)     | 2321,82  | Kagerser Brücke der KrSRs48 (Westtangente)                       | Kagerser Brücke der KrSRs48 (Westtangente)    |
| |          |                                                                  |                                               |
| U-Bahn-Strecke unter Wasserlauf Anfang Hochstrecke, Ende Hochstrecke und quer (Strecke außer Betrieb)     | 2320,00  | Agnes-Bernauer-Brücke Chamer Straße Straubing, St2141 (alte B20) | 1981                                          |
| U-Bahn-Strecke unter Wasserlauf Anfang Hochstrecke, Ende Hochstrecke und quer (Strecke außer Betrieb)     | 2321,33S | Schloßbrücke, Chamer Straße Straubing, St2141                    | Schloßbrücke, Chamer Straße Straubing, St2141 |
| |          |                                                                  |                                               |
| U-Bahn-Strecke unter Wasserlauf Anfang Hochstrecke, Ende Hochstrecke und quer (Strecke außer Betrieb)     | 2316,98  | Donaubrücke Straubing                                            | 1977                                          |
| |          |                                                                  |                                               |
| Strecke unter Wasserlauf Anfang Hochstrecke und quer · Strecke unter Wasserlauf Ende Hochstrecke und quer | 2311,27  | Eisenbahnbrücke Bogen Bahnstrecke Straubing–Miltach              | 1895                                          |
| |          |                                                                  |                                               |
| U-Bahn-Strecke unter Wasserlauf Anfang Hochstrecke, Ende Hochstrecke und quer (Strecke außer Betrieb)     | 2308,40  | Xaver-Hafner-Brücke bei Bogen                                    | Xaver-Hafner-Brücke bei Bogen                 |

### Deggendorf

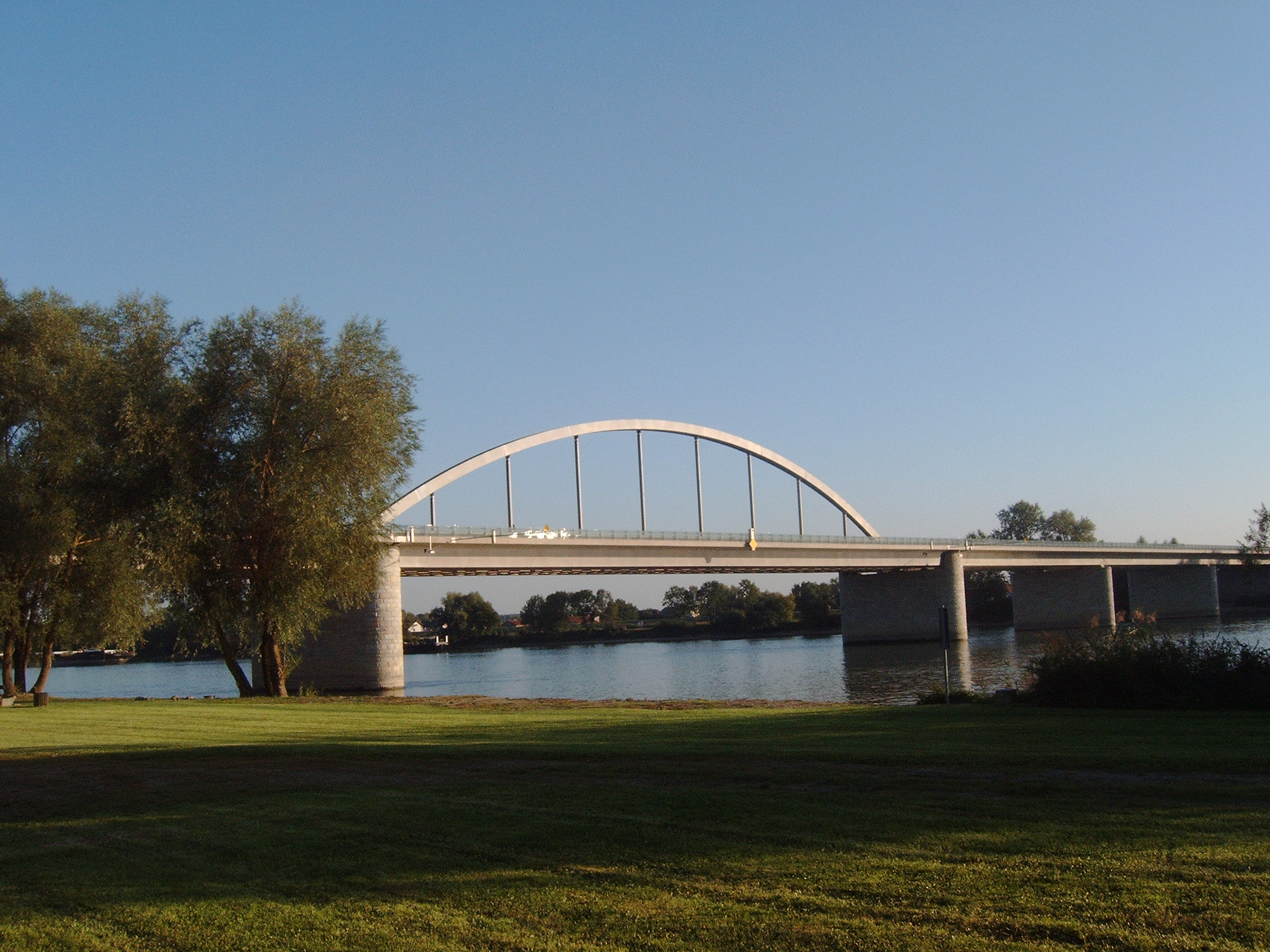
Autobahnbrücke Fischerdorf

- Autobahnbrücke Metten, 1981, Flusskilometer 2290,12
- Eisenbahnbrücke Deggendorf der Bayerischen Waldbahn 2010, Flusskilometer 2285,89
- Donausteg Deggendorf, 2013, Flusskilometer 2285,87
- Autobahnbrücke Fischerdorf, 1991, Flusskilometer 2285,49
- Maximiliansbrücke Deggendorf, Flusskilometer 2284,59
- Autobahnbrücke Deggenau, 1975, Flusskilometer 2282,52

### Passauer Tal

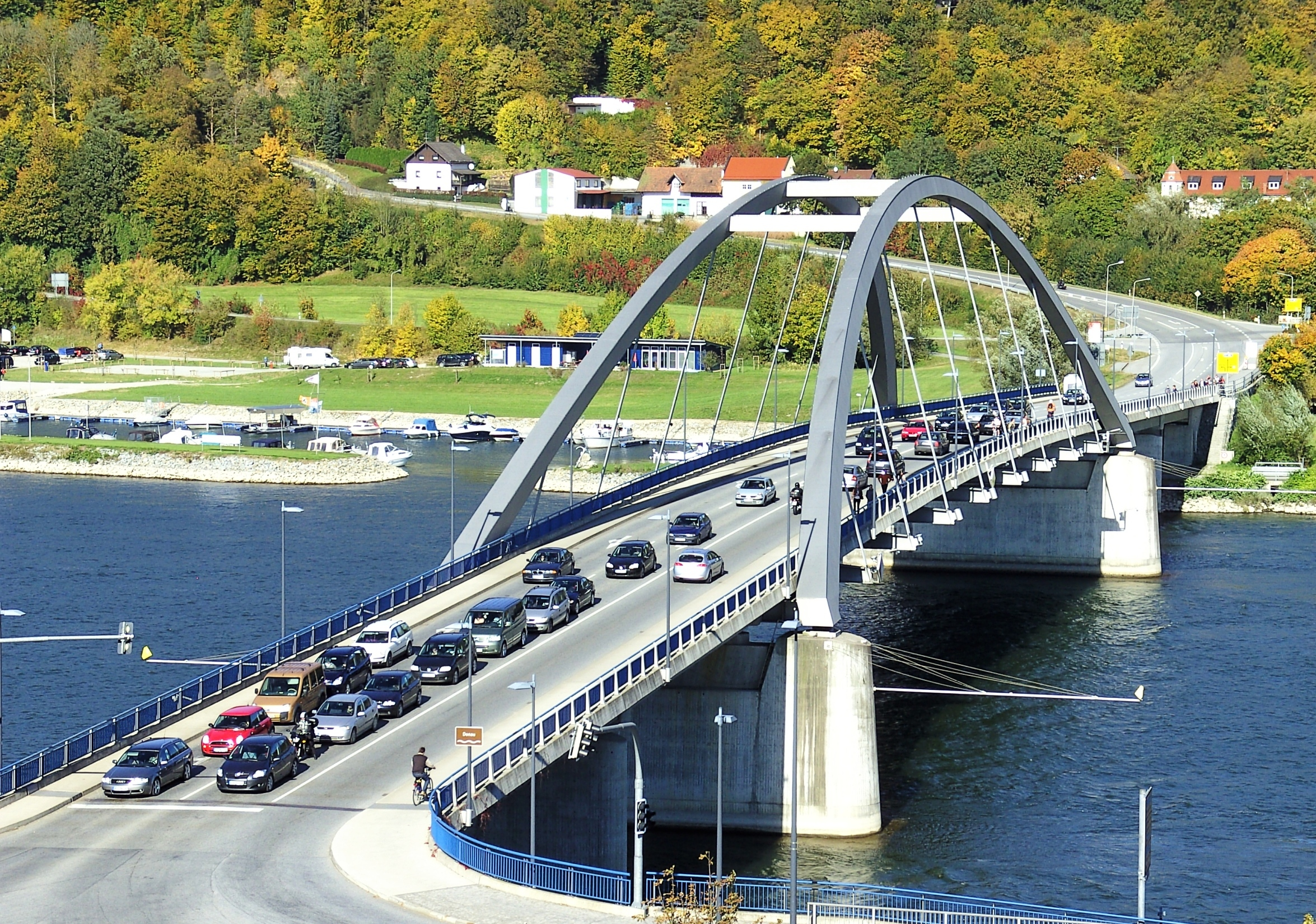
Die Marienbrücke in Vilshofen an der Donau im Herbst 2010

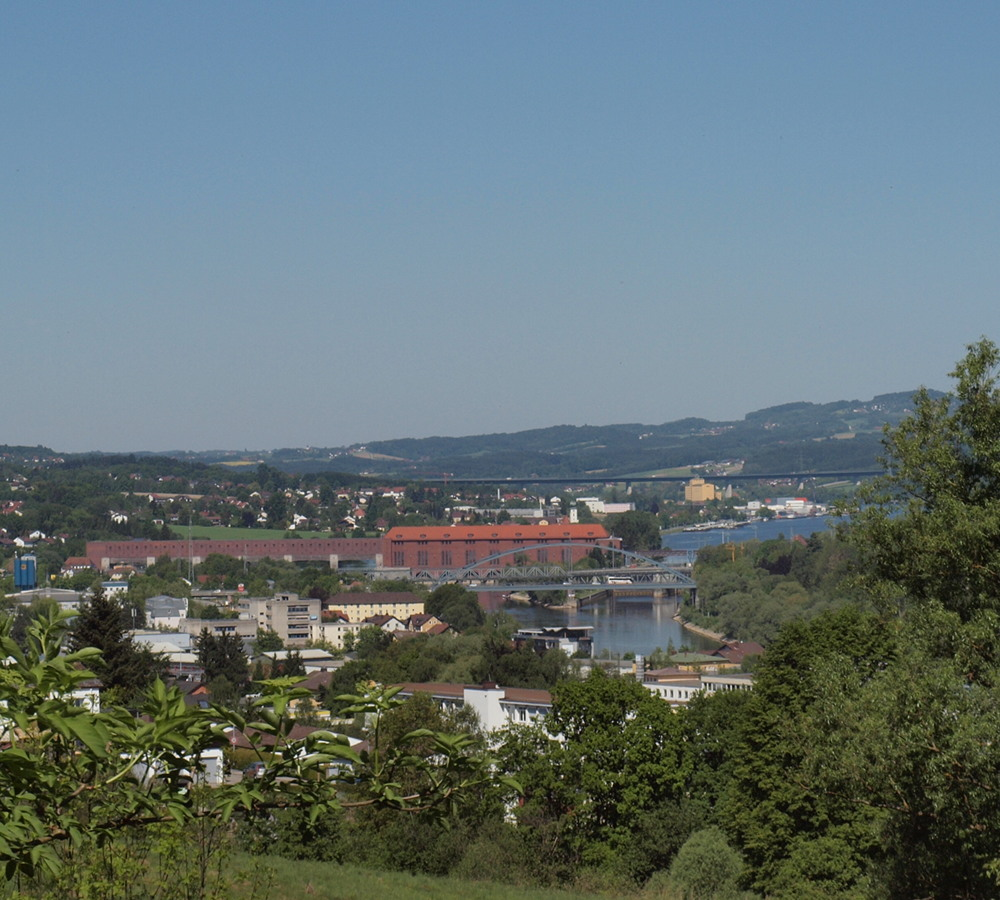
Donautal in Passau mit Franz-Josef-Strauß-Brücke, Kachletbrücke, Donaukraftwerk Kachlet und Donaubrücke Schalding

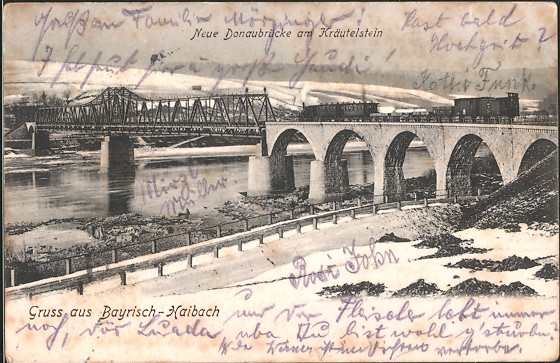
Kräutelsteinbrücke (1905)

- Donau-Wald-Brücke, Flusskilometer 2266,23
- Marienbrücke in Vilshofen an der Donau (Straßenbrücke), Flusskilometer 2249,16
- Autobahnbrücke Schalding A3, Flusskilometer 2234,26 hochliegend mit Gefälle in Richtung Norden
- Kraftwerk Kachlet (Fuß- und Radweg), Flusskilometer 2230,43
- Kachletbrücke (Eisenbahnstrecke der Ilztalbahn), Flusskilometer 2230,28
- Franz-Josef-Strauß-Brücke, B 12 Flusskilometer 2230,10
- Schanzlbrücke, Flusskilometer 2226,96
- Maxbrücke (abgerissen)
- Luitpoldbrücke, Flusskilometer 2225,75
- Kettensteg (abgerissen)
- Kräutelsteinbrücke (Eisenbahnstrecke Passau-Voglau – Hauzenberg), Flusskilometer 2223,28
- Kranbrücke Kraftwerk Jochenstein (südlicher Teil in Österreich) (seit etwa 1990 ganzjährig 6–22 Uhr passierbar für Fußgänger und Radfahrer mit 81 Stufen zur Überwindung der Schleusen, Schieberille für Fahrräder), Flusskilometer 2203,28

### Behelfsbrücken 1945
Gegen Kriegsende 1945 sprengten Truppen der Wehrmacht auf dem Rückzug bzw. zur Verzögerung des Vormarsches alliierter Truppen zahlreiche Donaubrücken, zum Beispiel
- in Regensburg,
- in Straubing,
- in Munderkingen,
- in Ingolstadt die Autobahnbrücke (A 9), die Eisenbahnbrücke und die Donaustraßenbrücke.

An einigen Stellen errichteten die Alliierten Pontonbrücken oder Behelfsbrücken.

## Österreich

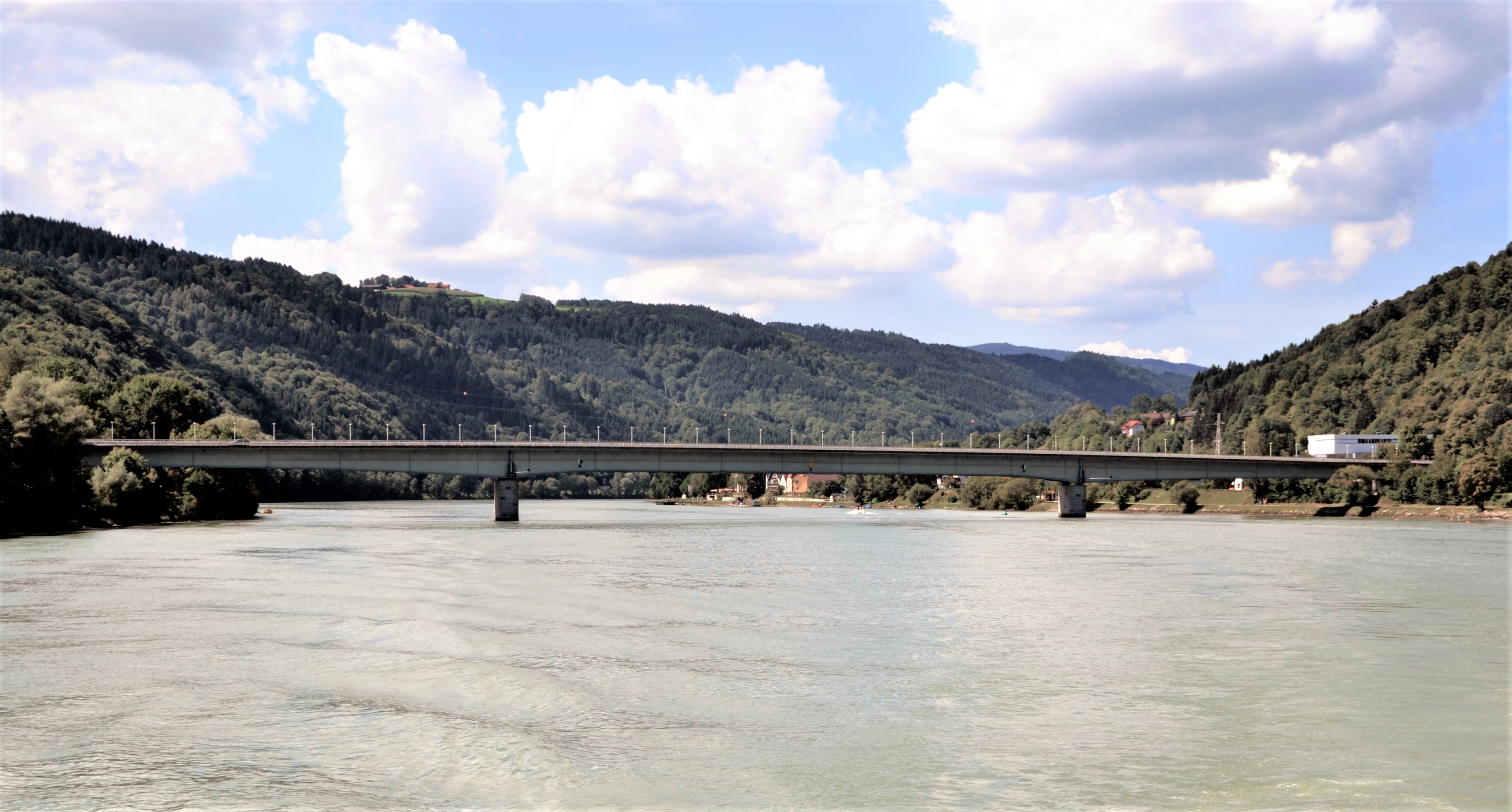
Die Donaubrücke Niederranna

- Donaubrücke Niederranna – Wesenufer (Straßenbrücke), 1980 erbaut, Flusskilometer 2194,00

### Eferdinger Becken

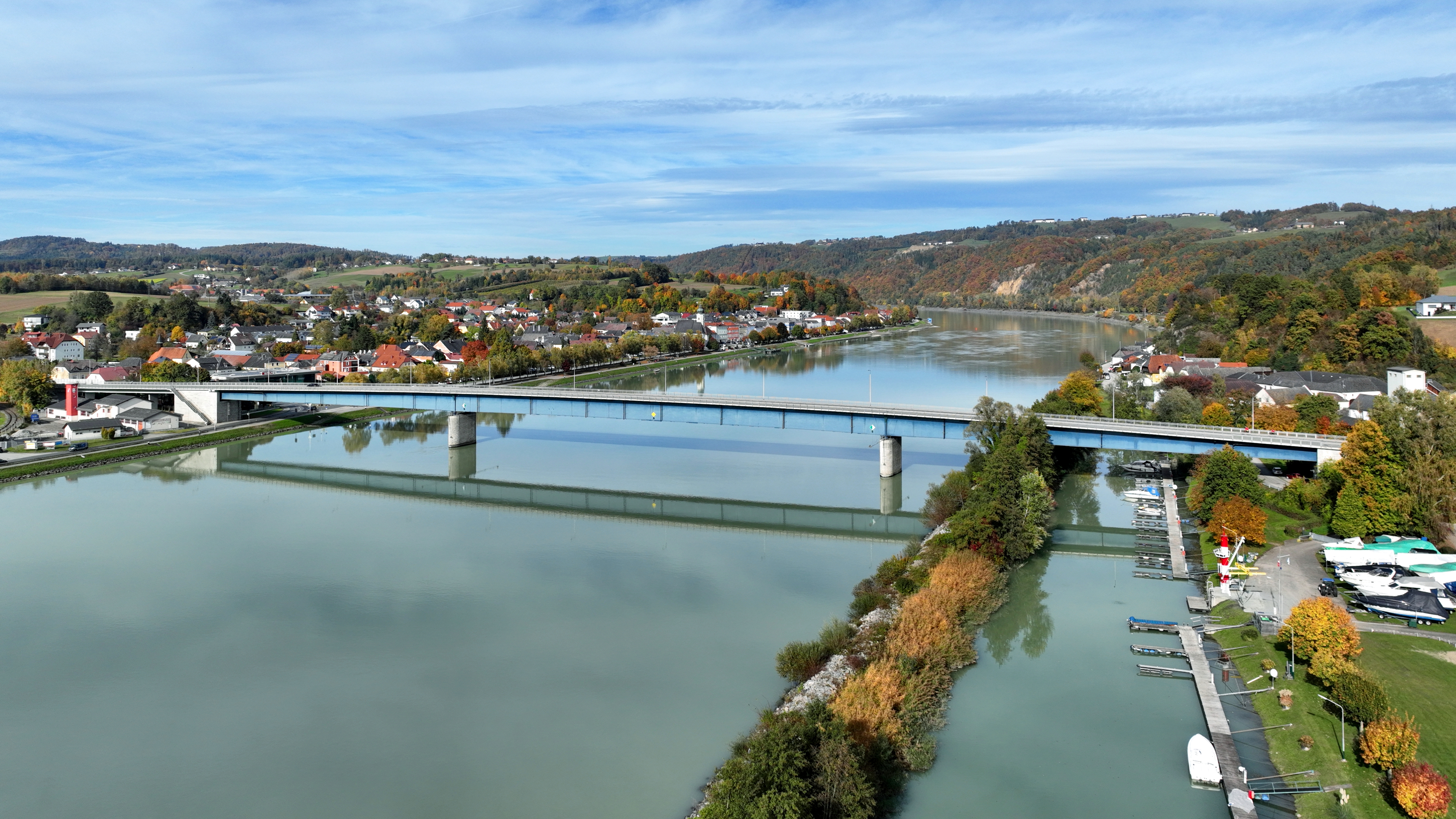
Die Donaubrücke in Aschach

- Donaubrücke Aschach, (Straßenbrücke der B 131), 1964 erbaut, Flusskilometer 2160,00
- Kraftwerk Ottensheim-Wilhering (Fuß- und Radweg), Flusskilometer 2146,70

### Linzer Feld

#### Linz

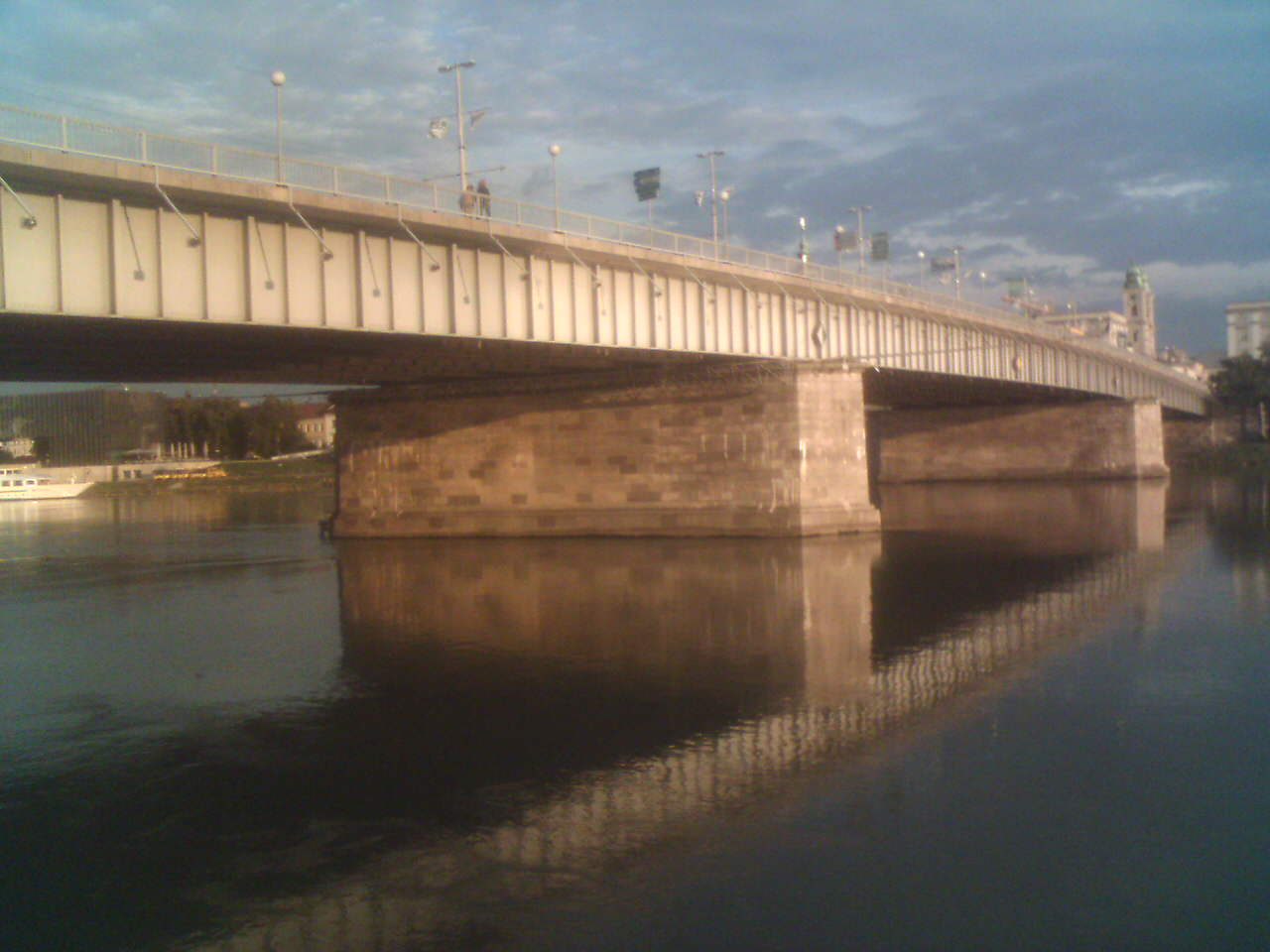
Die von Fußgängern, Rad- und Autofahrern sowie Straßenbahn benutzte Nibelungenbrücke verbindet die Linzer Stadtteile Innenstadt und Urfahr

- Donautalbrücke, 2024 eröffnet, Teil der geplanten Linzer Autobahn A 26, Flusskilometer 2136,40

- Nibelungenbrücke, Straßenbrücke der B 129, 1497 erste Vorgängerbrücke, 1941 erbaut, Flusskilometer 2135,10

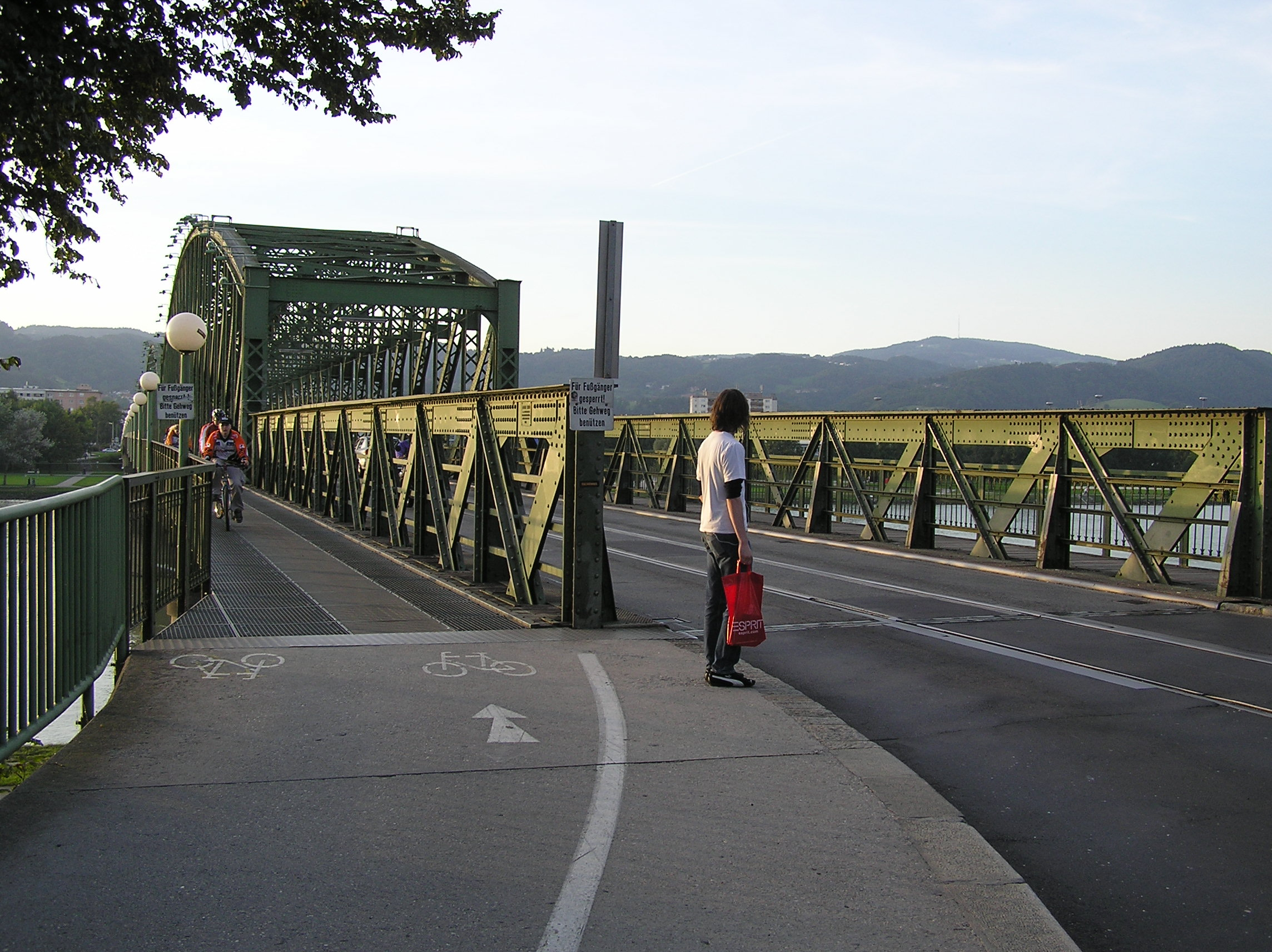
Eisenbahnbrücke Linz, Blick vom rechten Brückenkopf nach NNO, oberwasserseitig Zweirichtungsradweg (2005), wurde im Jahr 2016 abgetragen

- Eisenbahnbrücke, 1900 eröffnet, 2016 abgetragen, Flusskilometer 2133,90
- Eisenbahnbrücke, 2021 eröffnet, Flusskilometer 2133,90

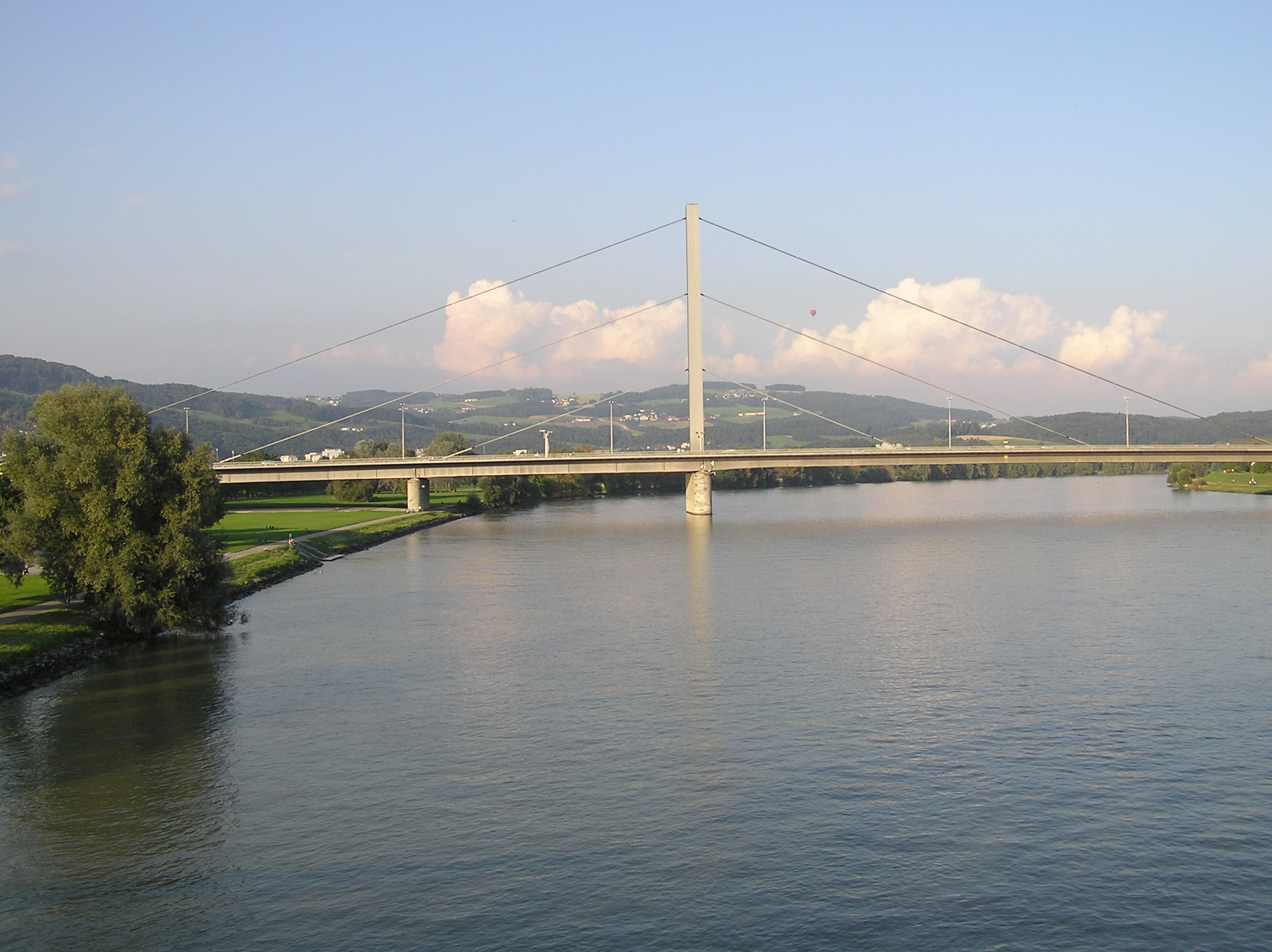
VÖEST-Brücke Linz noch ohne Bypassbrücken

- VÖEST-Brücke der Mühlkreisautobahn A 7, 1972 fertiggestellt, Autobahn, ober- und unterwasserseitig je ein Fuß- und Radweg, seit 2020 zusätzlich zwei Bypassbrücken Flusskilometer 2133,50

#### Linz-Steyregg

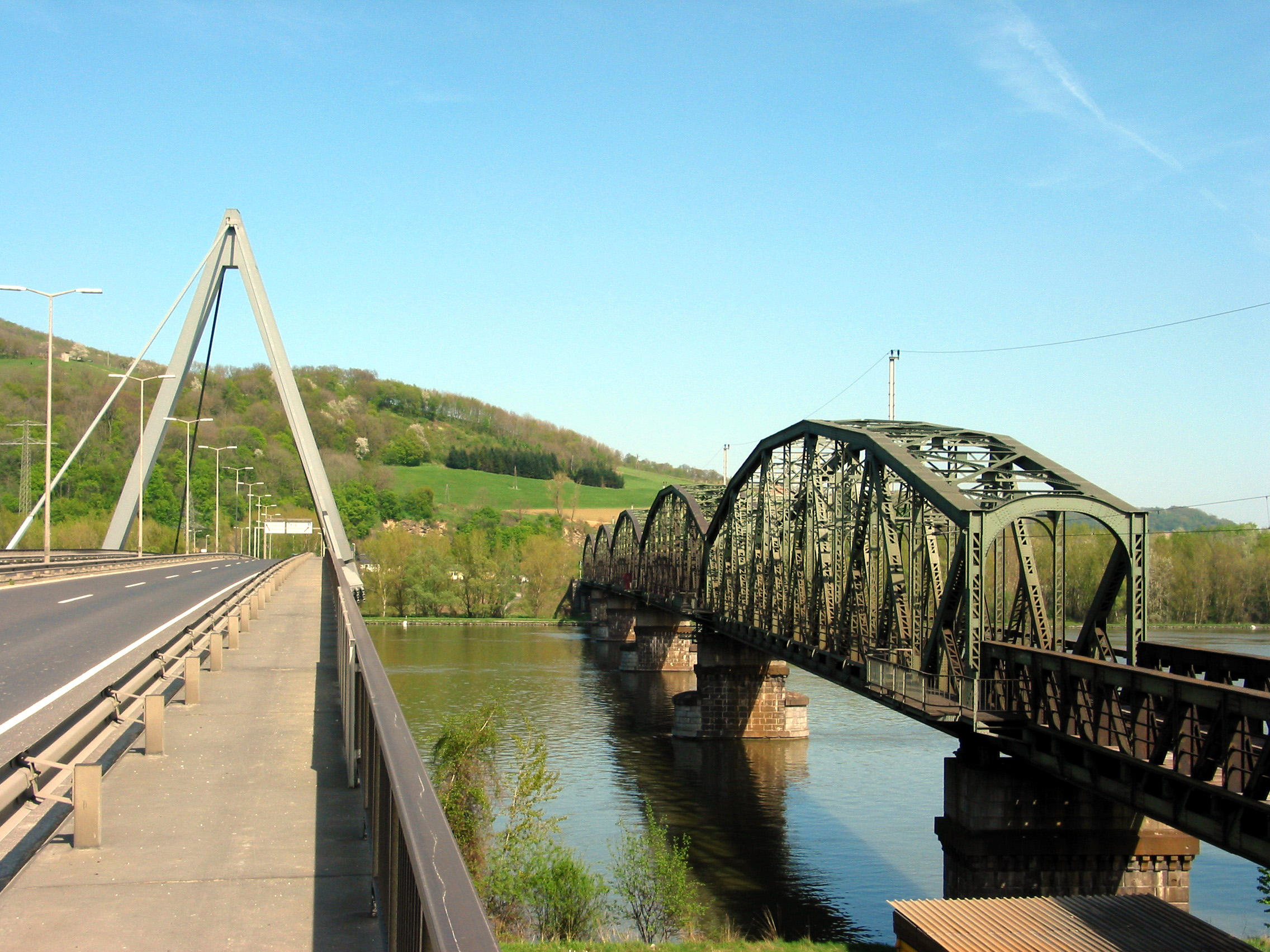
Straßen- und Eisenbahnbrücke bei Steyregg, vom linken Ufer nach Norden gesehen

- Steyregger Brücke (Straßenbrücke der B 3), 1979 erbaut, Flusskilometer 2127,70

- Eisenbahnbrücke Steyregg, 1873 erbaut, 1925 erneuert, Flusskilometer 2127,60

#### Asten-Luftenberg
- Kraftwerk Abwinden-Asten, (Fuß- und Radweg), 1979 in Betrieb genommen, Flusskilometer 2119,60

### Machland

#### Mauthausen

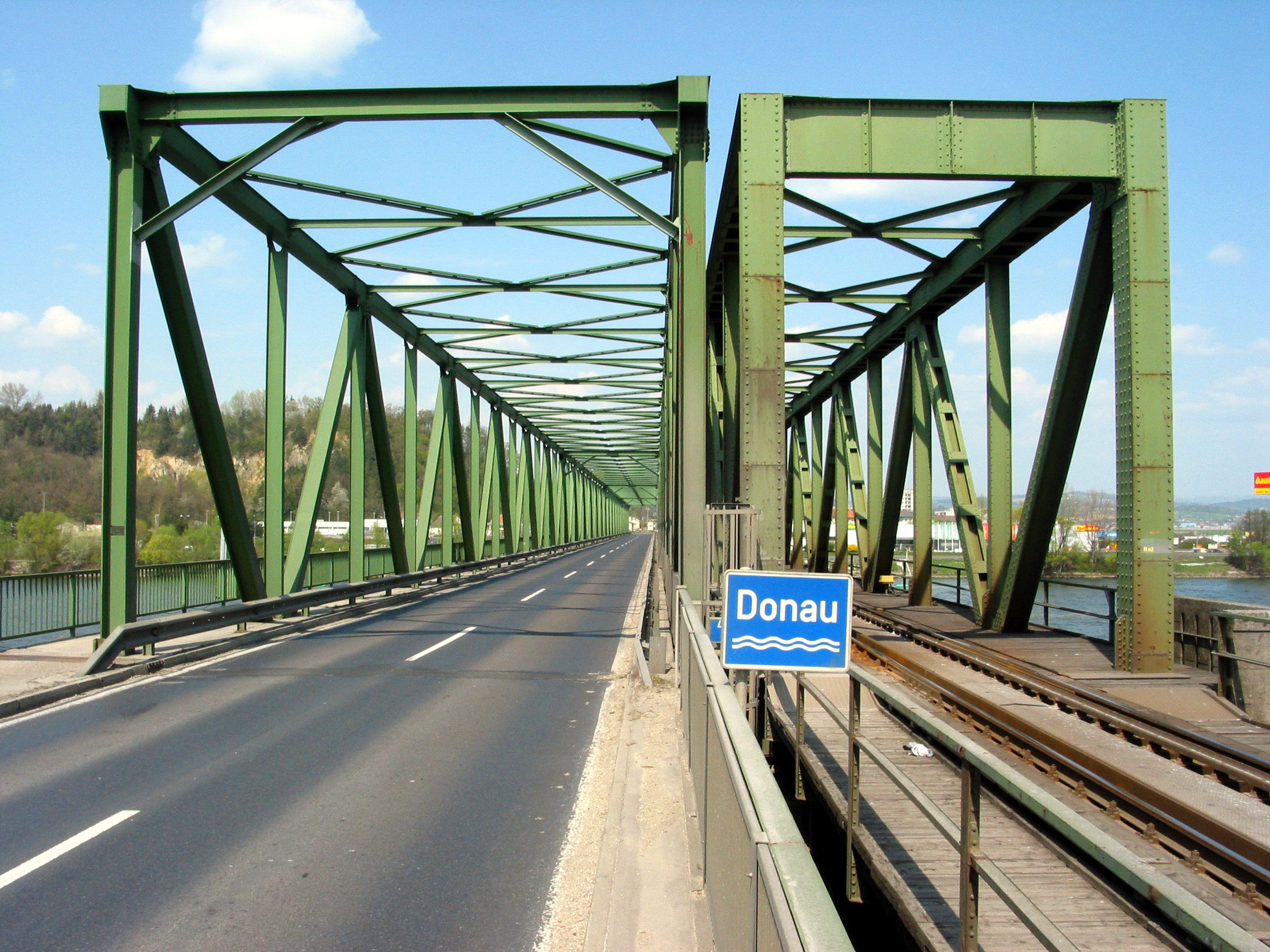
Straßen- und Eisenbahnbrücke bei Mauthausen, Blick vom rechten Ufer nach NO nach Mauthausen

- Mauthausener Donaubrücke, (Straßenbrücke der B 123), 1962 erbaut, Flusskilometer 2111,10
- Bahnbrücke der Donauuferbahn, 1872 erbaut, Flusskilometer 2111,10

#### Wallsee
- Kraftwerk Wallsee-Mitterkirchen (Staumauer, 1968 erbaut), zeitweise offen für Radfahrer und FußgängerFlusskilometer 2094,50

### Strudengau

#### Grein
- Ing. Leopold Helbich Brücke (Straßenbrücke der B 119), 1968 erbaut, vor 2006: „Donaubrücke Grein“, Flusskilometer 2080,80

#### Persenbeug

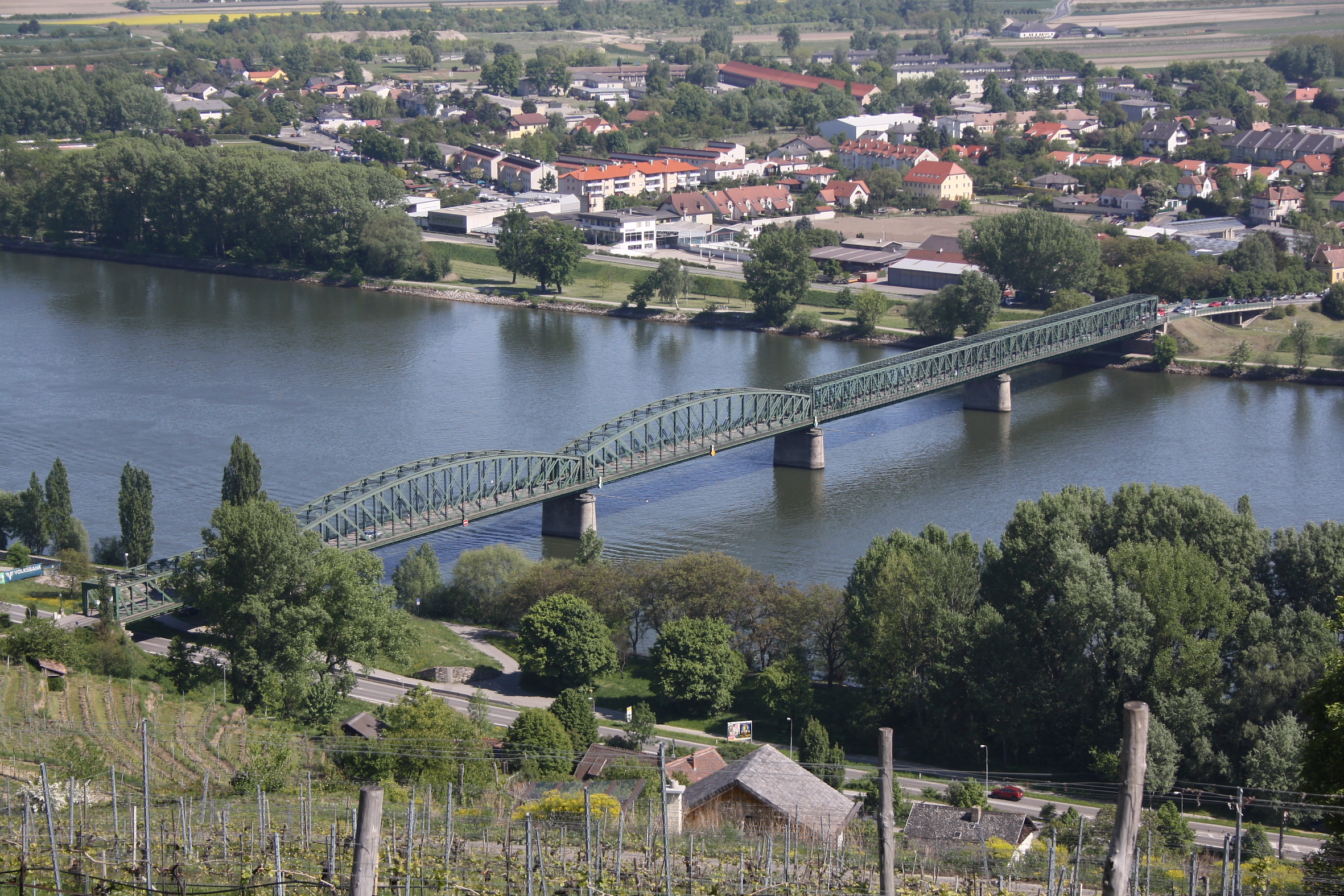
Die Mauterner Brücke, eine 1895 errichtete Stahlfachwerksbrücke, die nach der Zerstörung im Zweiten Weltkrieg zum Teil neu errichtet wurde. Im Hintergrund Mautern an der Donau

- Donaubrücke Persenbeug (Straßenbrücke der B 25, Kraftwerk Ybbs-Persenbeug), 1959 erbaut, Flusskilometer 2060,40

### Nibelungengau

#### Pöchlarn
- Donaubrücke Pöchlarn (Straßenbrücke der B 209 mit Rad- und Gehweg), 1998–2002 erbaut, 460 m lang ohne Rampen, Flusskilometer 2043,60

### Wachau

#### Melk
- Kraftwerk Melk (Fuß- und Radweg), Flusskilometer 2038,00
- Donaubrücke Melk Straßenbrücke, 1972 erbaut, Flusskilometer 2034,50

#### Krems-Mautern an der Donau
- Mauterner Brücke (Straßenbrücke der B 33a mit Rad- und Gehweg), 1895 erbaut, 1945 z. T. neu errichtet, Flusskilometer 2003,60 Soll frühestens ab September 2024 für 3 Jahre gesperrt werden für einen denkmalschutzgerechten Umbau. Vermutlich Ersatzfähre.[7]

#### Krems
- Kremser Eisenbahnbrücke, 1889 erbaut, Flusskilometer 2001,50
- Donaubrücke Krems (Straßenbrücke der B 37 mit Rad- und Gehweg), 1971 erbaut, Flusskilometer 1999,80

### Tullner Becken(Tullnerfeld)
- Donaubrücke Traismauer (Schnellstraßenbrücke der S 33 mit Rad- und Gehweg), Baubeginn: November 2007, Fertigstellung: 2010
- Kraftwerk Altenwörth, (Fuß- und Radweg), Flusskilometer 1980,40

#### Tulln

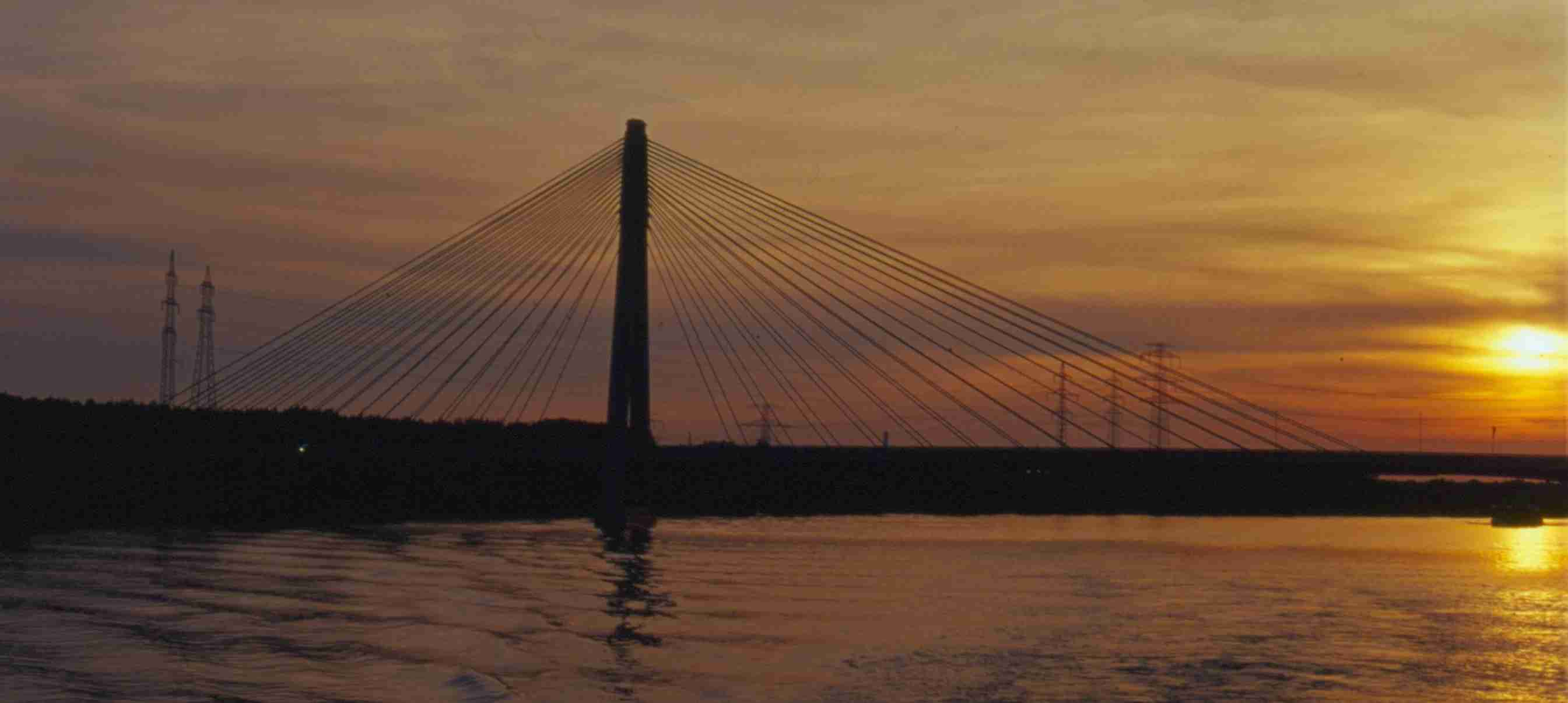
Rosenbrücke

- Rosenbrücke, (Straßenbrücke der B 19 mit Geh- und Radweg), 1996 erbaut, Flusskilometer 1965,40
- Tullner Donaubrücke, (B 19a-Straßen- und Bahnbrücke mit Geh- und Radweg), 1875 erbaut, Flusskilometer 1963,20[8]

#### St. Andrä-Wördern
- Kraftwerk Greifenstein, (Fuß- und Radweg), Flusskilometer 1949,20

### Wiener Pforte

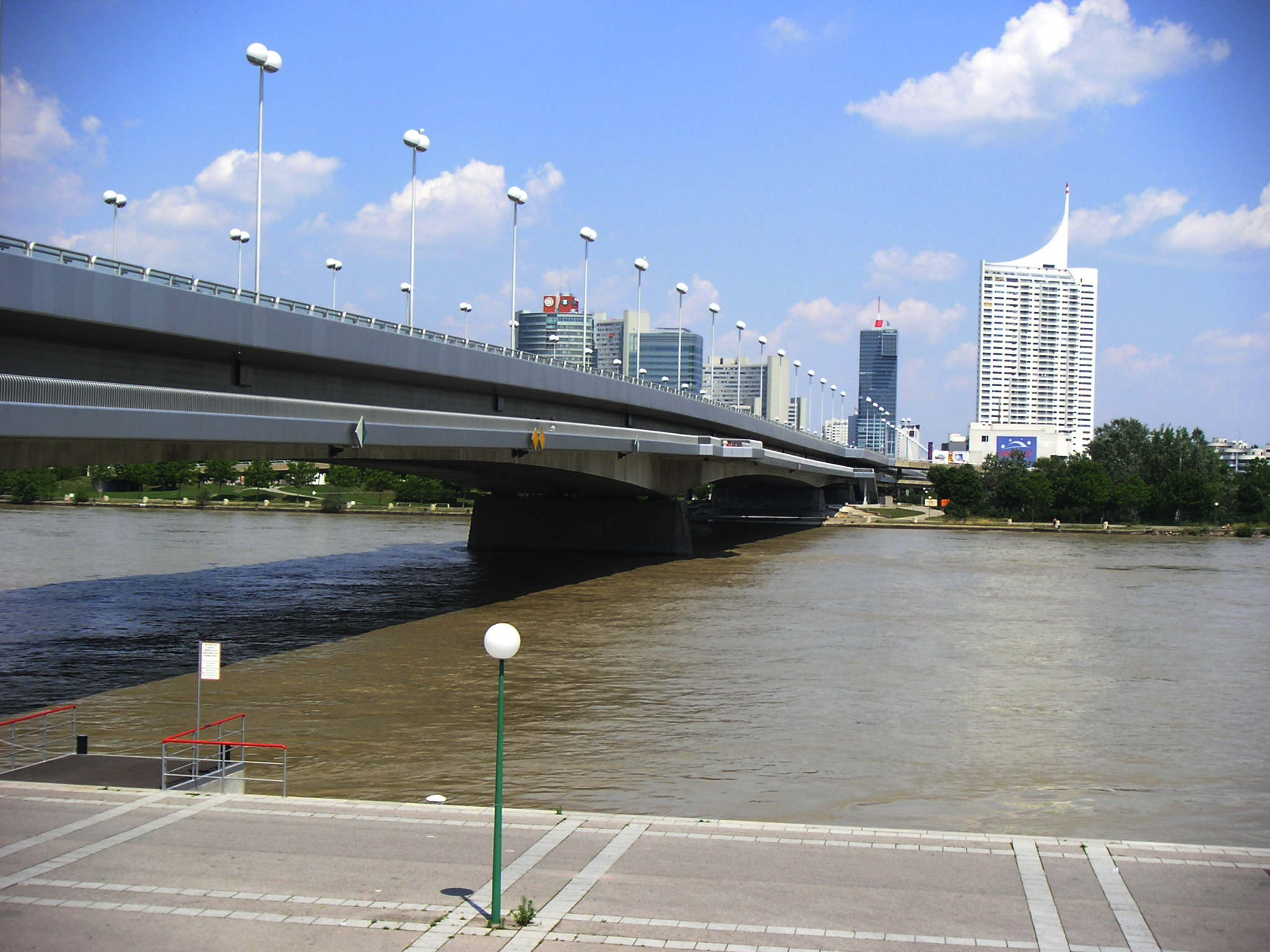
Wiener Reichsbrücke

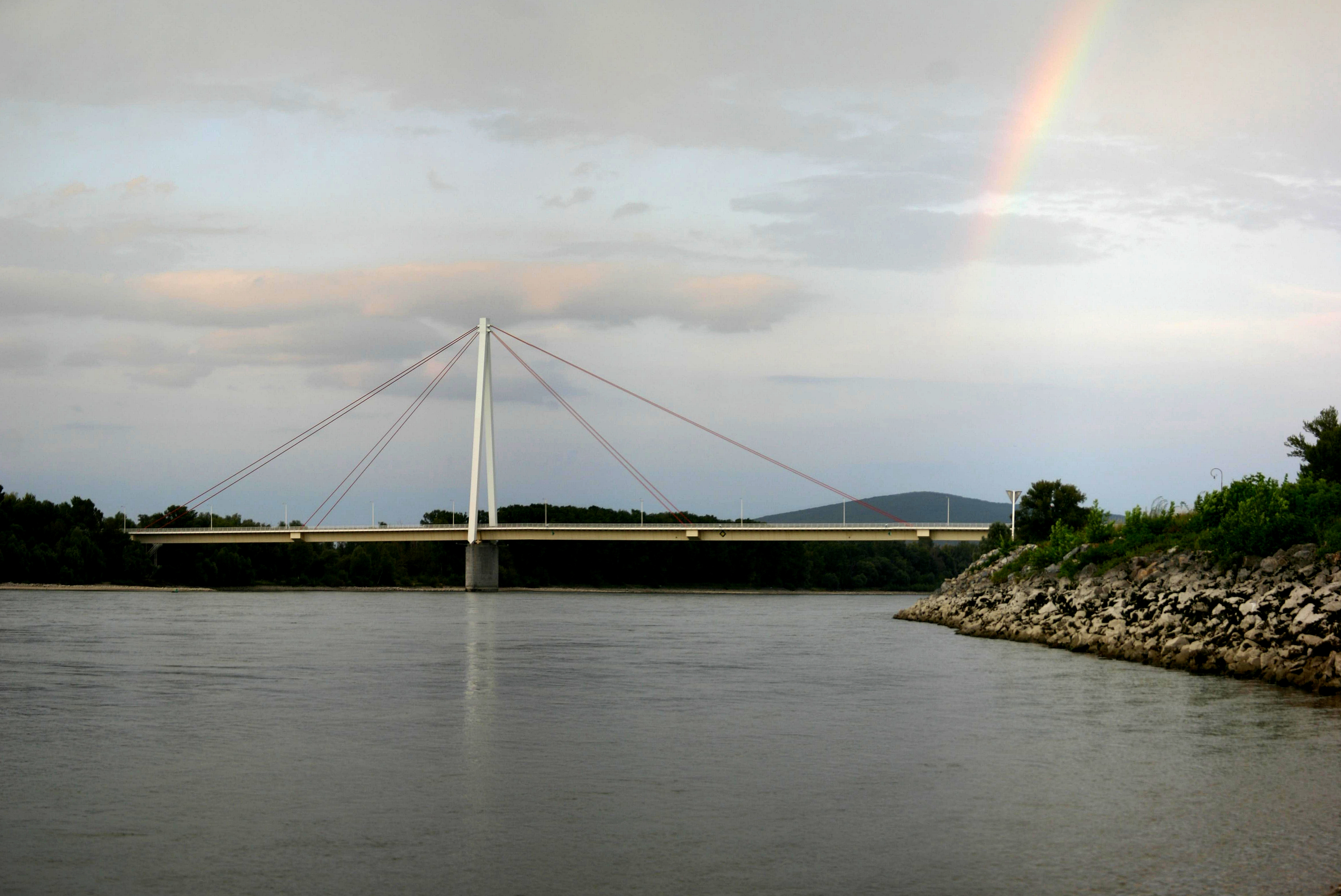
Donaubrücke bei Bad Deutsch-Altenburg

- Nordbrücke (Autobahnzubringer der A 22), Flusskilometer 1932,60
- Steinitzsteg (Fuß- und Radweg), Flusskilometer 1932,50
- Floridsdorfer Brücke (B 226-Straßen- und Straßenbahnbrücke, Fuß- und Radweg), Flusskilometer 1931,70
- Nordbahnbrücke (Eisenbahnbrücke), Flusskilometer 1931,20
- Georg-Danzer-Steg (U-Bahn-Brücke, Fuß- und Radweg), Flusskilometer 1931,20
- Brigittenauer Brücke (B 14a-Autostraßenbrücke, Fuß- und Radweg), Flusskilometer 1930,40
- Reichsbrücke (B 8-Straßen- und U-Bahn-Brücke, Fuß- und Radweg), Flusskilometer 1928,90
- Donaustadtbrücke (U-Bahn-Brücke), Flusskilometer 1926,00
- Praterbrücke (A 23-Autobahnbrücke, Fuß- und Radweg), Flusskilometer 1925,80
- Stadlauer Ostbahnbrücke (Eisenbahnbrücke), Flusskilometer 1925,00
- Kraftwerk Freudenau, Flusskilometer 1920,75
- Rohrbrücke Mannswörth, Flusskilometer 1917,70
- Barbara-Rohrbrücke, Flusskilometer 1914,35

### Wiener Becken,Marchfeld

#### Hainburg an der Donau
- Andreas-Maurer-Brücke, 1972 erbaut, Flusskilometer 1886,20

## Slowakei

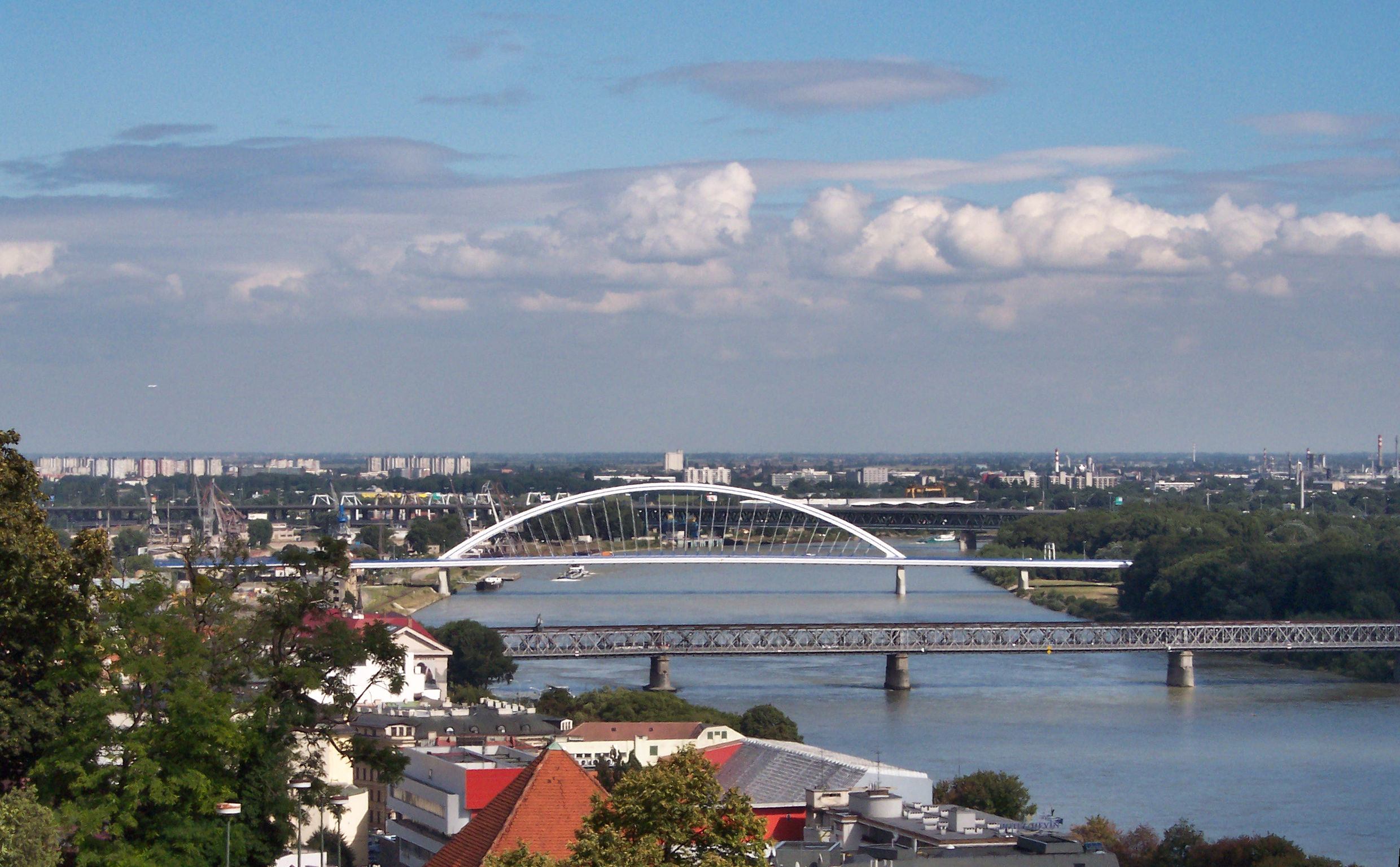
Drei Brücken in Bratislava (von vorne nach hinten): Alte Brücke, Apollo-Brücke und Hafenbrücke

### Bratislava
- Lafranconi-Brücke (Most Lafranconi), 1992 erbaut
- Brücke des Slowakischen Nationalaufstandes (Most SNP), 1972 erbaut
- Alte Brücke (Starý most), 1891/1945/2016 erbaut
- Apollo-Brücke (Most Apollo), 2005 erbaut
- Hafenbrücke (Prístavný most), 1985 erbaut
- Auenbrücke (Lužný most), 2021 erbaut

## Slowakisch-ungarische Grenze
- Kraftwerk Gabčíkovo

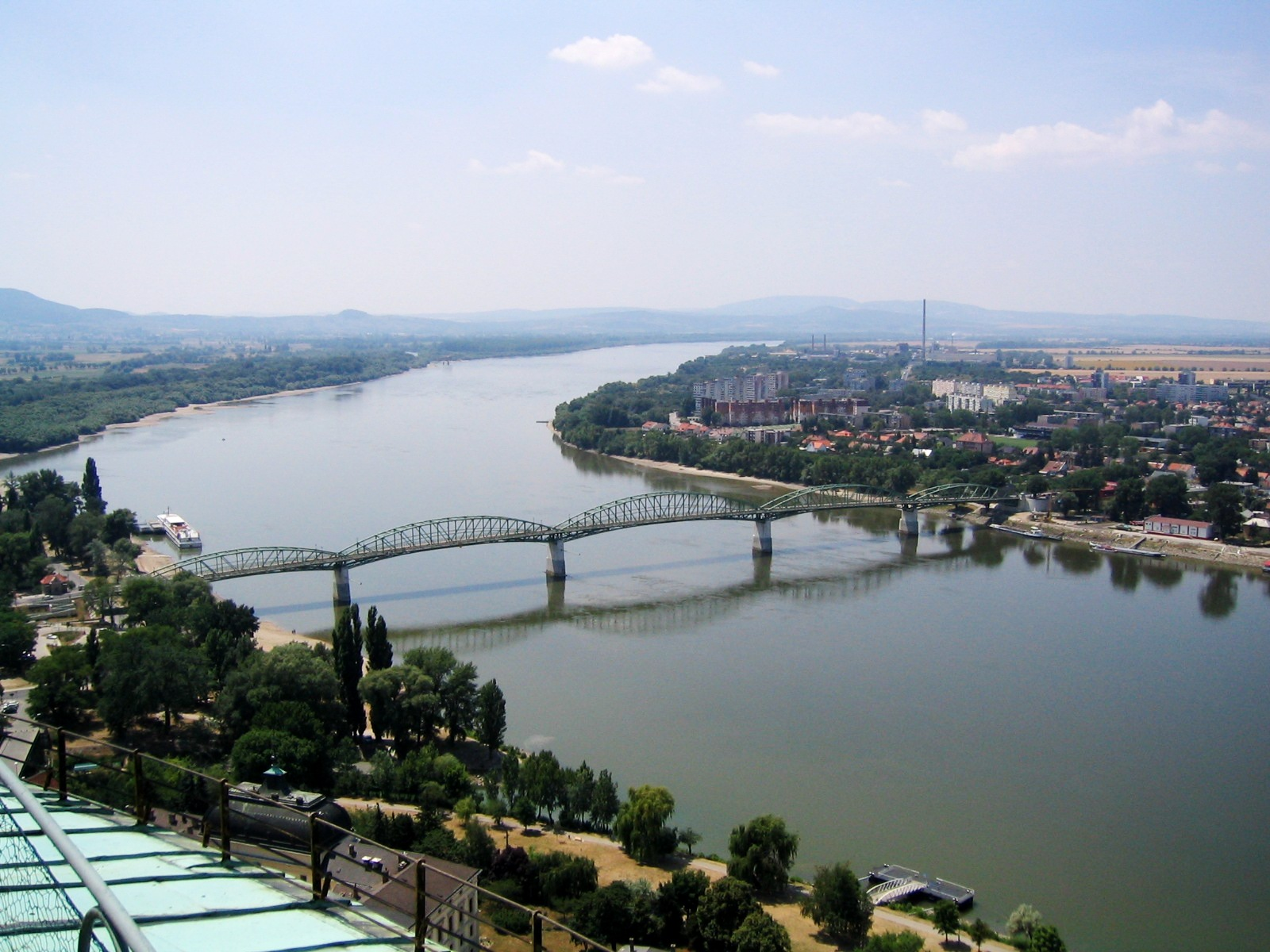
Maria-Valeria-Brücke an der Grenze H-SK

- Brücke Medveďov-Vámosszabadi erbaut 1942
- Monostor-Brücke (Komárom–Komárno) 2020 erbaut
- Eisenbahnbrücke Komárom–Komárno erbaut 1909
- Elisabethbrücke (Komárom–Komárno) (slowak. Alžbetín most, ungar. Erzsébet híd) erbaut 1892
- Maria-Valeria-Brücke Štúrovo–Esztergom (slowak. Most Márie Valérie; ungar. Mária Valéria híd) 1895 erbaut, 2001 Wiederaufbau

## Ungarn

### Budapest

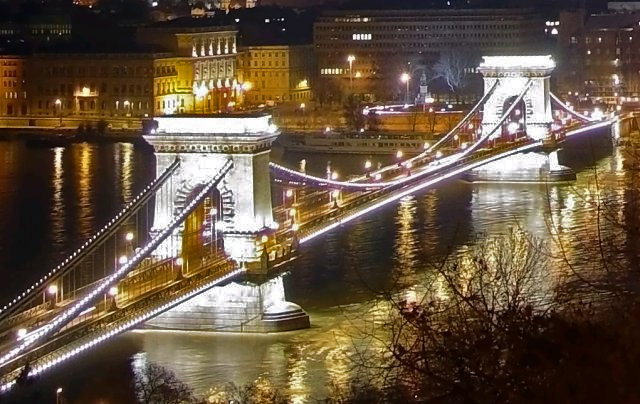
Kettenbrücke in Budapest bei Nacht

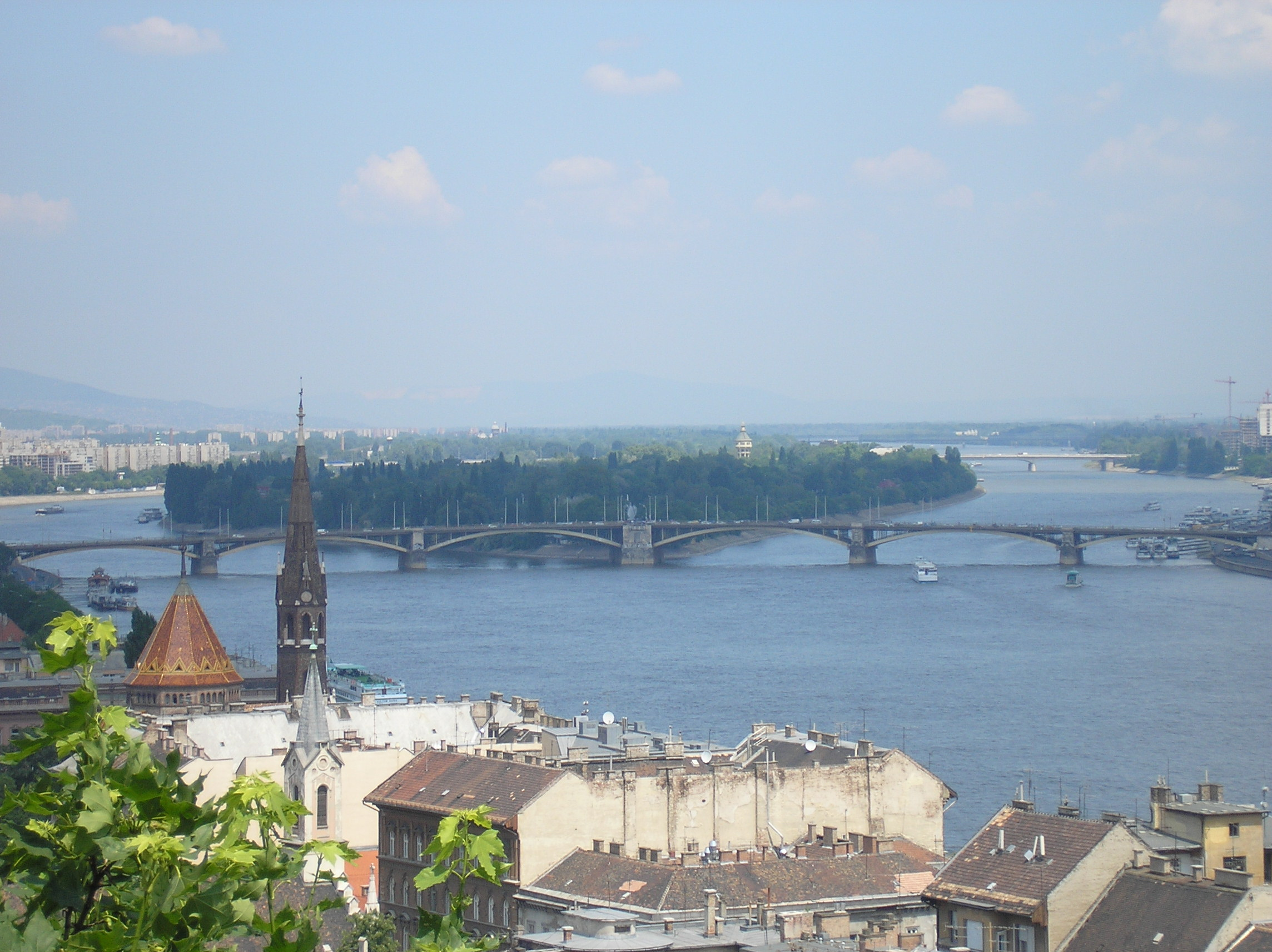
Margaretenbrücke im Vordergrund

- Megyeri-Brücke (Megyeri M0 híd), 2008 erbaut
- Nördliche Eisenbahnbrücke (Északi összekötő vasúti híd)
- Árpádbrücke (Árpád híd), 1950 erbaut
- Margaretenbrücke (Margit híd), 1876 erbaut
- Kossuthbrücke (Kossuth híd), 1945/46 erbaut, 1960 demontiert
- Kettenbrücke (Széchenyi Lánchíd), 1849 erbaut
- Elisabethbrücke (Erzsébet híd), 1964 erbaut
- Freiheitsbrücke (Szabadság híd), 1896 erbaut
- Petőfibrücke (Petőfi híd), 1937 erbaut
- Rákóczi-Brücke (Rákóczi híd), 1995 erbaut
- Südliche Eisenbahnbrücke (Déli összekötő vasúti híd), 1953 erbaut
- Ferenc-Deák-Brücke (Deák Ferenc híd), 1990 erbaut

### Dunaújváros
- Pentele-Brücke, 2007 erbaut

### Solt–Dunaföldvár
- Jószef-Beszédes-Brücke Flusskilometer 1560,60

### Kalocsa-Paks
- Tomori Pal Brücke (Bauzeit: 10. Juni 2021 – 6. Juni 2024)[9]

### Szekszárd
- Szent-László-Brücke, (Autobahn M9), 2003 erbaut, Flusskilometer 1498,80

### Baja
- Türr-István-Brücke Flusskilometer 1480,20

## Serbisch-kroatischeGrenze
- Autobrücke Batina–Bezdan
- Autobrücke Erdut–Bogojevo
- Eisenbahnbrücke Erdut–Bogojevo
- Autobrücke Ilok–Bačka Palanka, Flusskilometer 1297,00

## Serbien

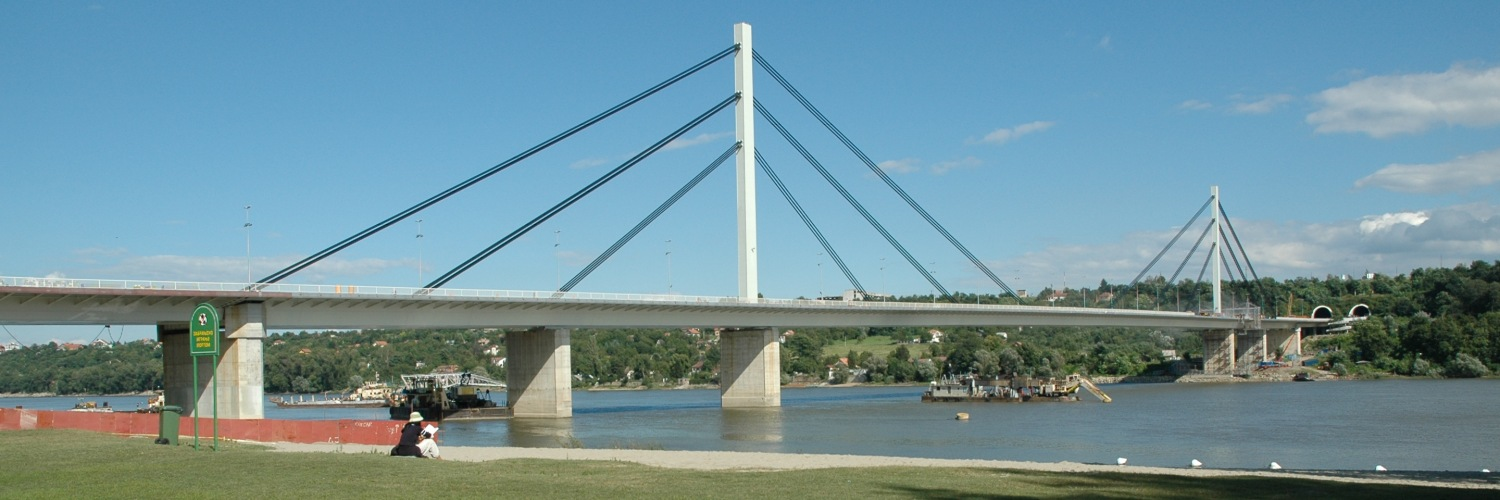
Freiheitsbrücke in Novi Sad

### Novi Sad
- Freiheitsbrücke (Most Slobode), Flusskilometer 1257,57
- Varadin-Brücke (Most Varadinski), Flusskilometer 1255,07
- (temporäre) kombinierte Straßen- und Eisenbahnbrücke, Flusskilometer 1254,29
- Žeželjev most, kombinierte Straßen- und Eisenbahnbrücke
- Neue (vierte) Donaubrücke (im Bau seit 2022[10][11])

### Beška
- Beška-Brücke, Flusskilometer 1232,00

### Belgrad
- Mihajlo-Pupin-Brücke, Flusskilometer 1176,25
- Pančevo-Brücke, Flusskilometer 1166,50

### Smederevo
- Straßenbrücke Smederevo–Kovin, Flusskilometer 1112,10

## Rumänisch-serbische Grenze
- Kraftwerk Eisernes Tor 1

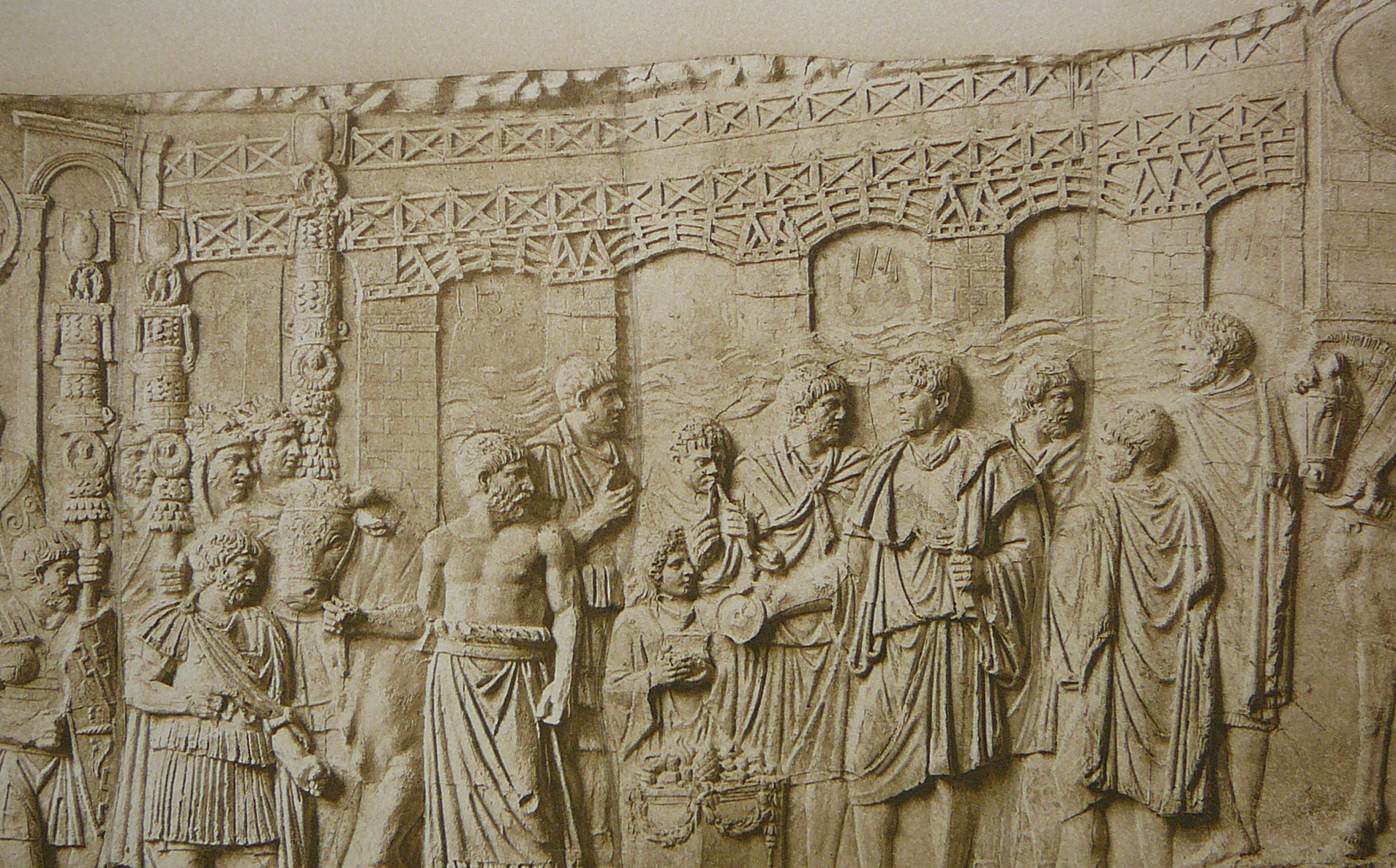
Römische Trajansbrücke

- Trajansbrücke (Drobeta Turnu Severin), (bereits in der Römerzeit wieder abgebrochen)
- Kraftwerk Eisernes Tor 2

## Bulgarisch-rumänische Grenze

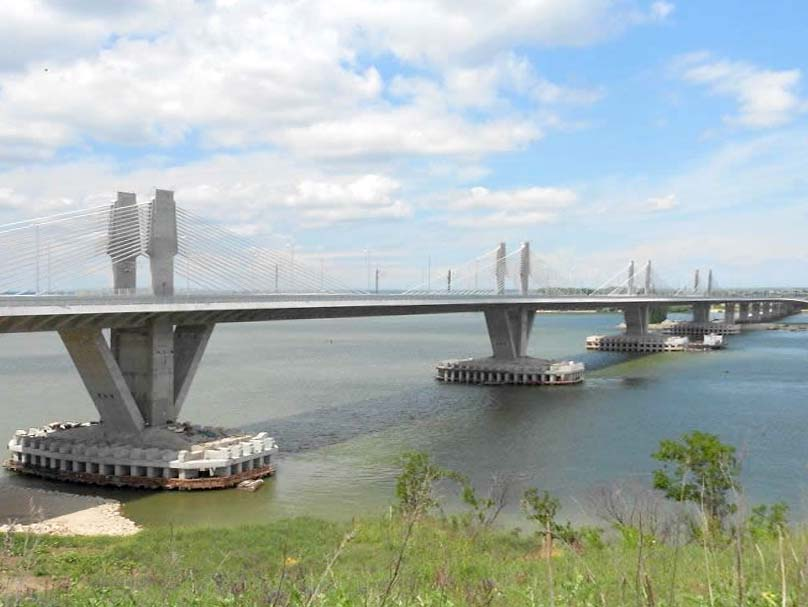
Brücke „Neues Europa“

- Donaubrücke 2 (Brücke „Neues Europa“.[12])- am 15. Juni 2013 eröffnete Brücke über die Donau zwischen der bulgarischen Stadt Widin und dem rumänischen Calafat.[13]

- Brücke der Freundschaft, Straßenbrücke zwischen Russe und Giurgiu, Flusskilometer 488,70
Die Brücke wurde 1952–1954 gebaut. Auf zwei übereinander angeordneten Ebenen wird der Straßen- und Eisenbahnverkehr über die Donau geführt. Die Brücke ist mit 2224 m eine der längsten Brücken über die Donau. Das Mittelteil kann von 21 m auf 29 m Durchfahrtshöhe für Hochseeschiffe angehoben werden.

## Rumänien

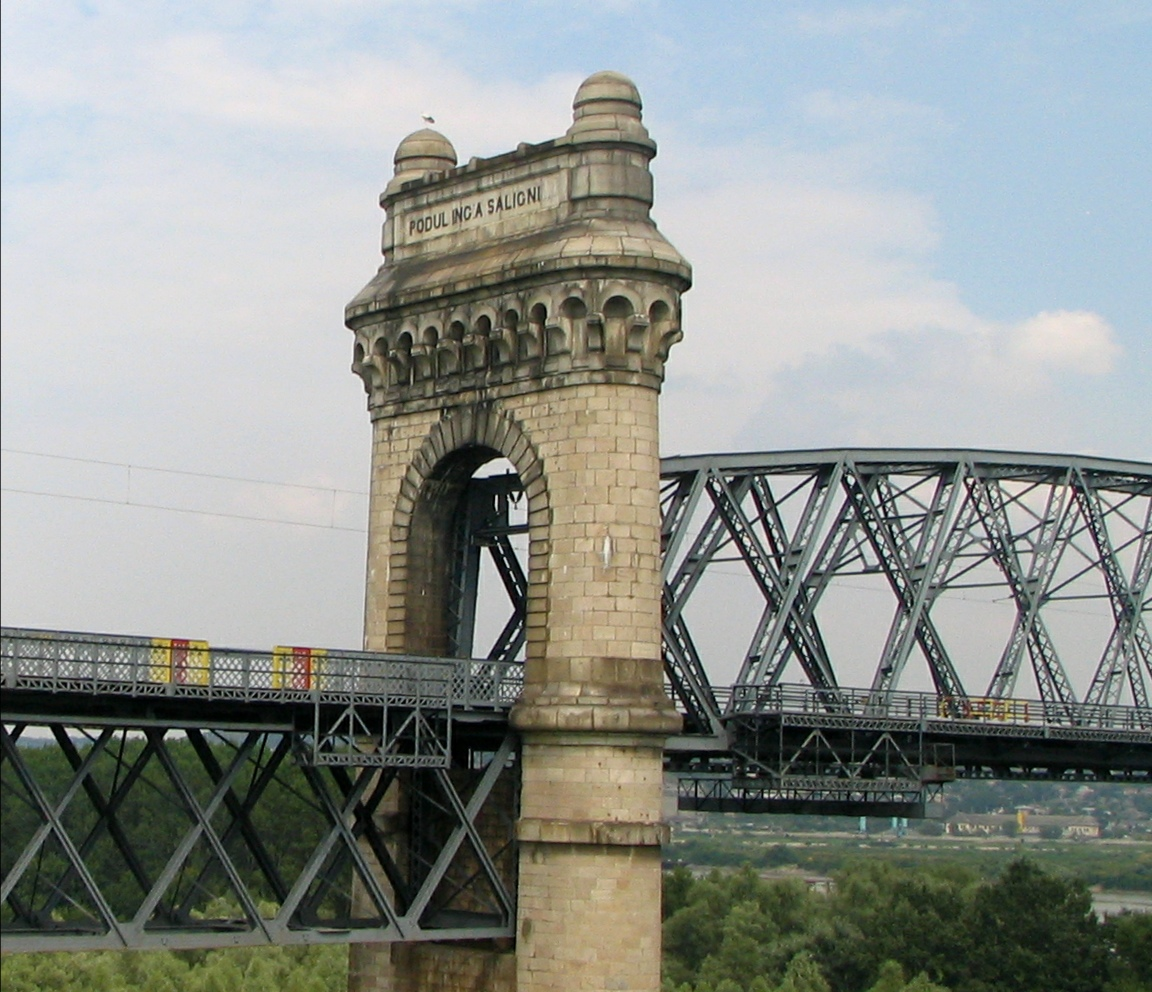
Anghel-Saligny-Brücke in Fetești

- Cernavodă-Brücke, Flusskilometer 300,07
- Anghel-Saligny-Brücke (Fetești-Cernavodă-Eisenbahnbrücke), eröffnet 1895, Flusskilometer 300,00
- Giurgeni-Vadu-Oii-Brücke (1456 m lang, max. Öffnung 160 m), 1970 erbaut, Flusskilometer 238,00
- Brăila-Brücke (Straßenbrücke) bei Brăila (unterste Donaubrücke, 2194 m lang, max. Öffnung 1120 m), 2018–2023 erbaut, Flusskilometer 165,80

Über den Borcea-Arm führen ebenfalls zwei Brücken, die zum Brückenkomplex Cernavodă gehören
- Fetești-Cernavodă-Straßen- und -Eisenbahnbrücke, 1987 erbaut, Flusskilometer 42,00 
Über die Brücke führen eine vierspurige Straße und eine zweispurige Eisenbahn.
- Fetești-Cernavodă-Eisenbahnbrücke, 1895 erbaut Flusskilometer 42,00 
Diese Brücke entstand mit dem Cernavodă-Brückenkomplex der Anghel-Saligny-Brücke 1895.